# Airbus A330
El Airbus A330 es un avión comercial a reacción, bimotor y de fuselaje ancho, desarrollado por Airbus SAS, actualmente propiedad de la corporación europea Airbus SE. Las distintas versiones del A330 tienen un alcance que va desde los 7400 a los 13 430 km y  capacidad para acomodar hasta 335 pasajeros en una configuración de dos clases, o transportar hasta 70 toneladas de carga. El avión es ensamblado por Airbus Operations SAS en Colomiers (Francia) y por Airbus Tianjin en Tianjin (China).
El origen del A330 data de los años 1970 como uno de los distintos modelos derivados del primer avión de pasajeros de Airbus, el A300. El A330 fue desarrollado en paralelo con el cuatrimotor A340, con el que comparte muchos componentes de la estructura, pero se diferencia en el número de motores. Ambos aviones incorporaron tecnología de control de vuelo fly-by-wire, sistema introducido por primera vez por Airbus en el A320, así como la cabina de cristal de seis pantallas del A320. En junio de 1987, tras recibir pedidos de varios clientes, Airbus lanzó el A330 y el A340. El A330 fue el primer avión de Airbus ofrecido con opción de montar tres tipos de motores: el General Electric CF6, el Pratt & Whitney PW4000 y el Rolls-Royce Trent 700.
El A330-300, la primera versión de este avión, realizó su primer vuelo el 2 de noviembre de 1992 y entró en servicio con la aerolínea francesa Air Inter en enero de 1994. En respuesta a la disminución de las ventas, Airbus sacó una versión ligeramente más corta, el A330-200, en 1998, con la que consiguió un mayor éxito de ventas. Posteriormente se desarrollaron otras variantes del A330 entre las que se incluyen el avión de carga A330-200F, y el avión cisterna de uso militar A330 MRTT. El A330 MRTT sirvió de base para la propuesta del KC-45 como candidato en el programa KC-X de la Fuerza Aérea de los Estados Unidos en colaboración con Northrop Grumman, donde, después de una victoria inicial, perdió el contrato contra el competidor presentado por Boeing, basado en el modelo 767.
Desde su lanzamiento, el A330 ha permitido a Airbus expandirse en la cuota de mercado de aviones de fuselaje ancho. Muchas aerolíneas han elegido el A330 como reemplazo de los menos económicos trirreactores frente a bimotores rivales. Boeing ha ofrecido variantes del 767 y del 777 como competidores, junto con el 787, que entró en servicio a finales de 2011. El A350 de Airbus también compartirá este mercado de bimotores de fuselaje ancho. A fecha de 31 de diciembre de 2017, la cartera de pedidos del A330 se situaba en 1487 con un total de 1390 unidades entregadas. El mayor operador del modelo es la aerolínea Turkish Airlines con 61 aeronaves. Con la introducción del A330neo (New Engine Option) el 14 de julio de 2014, se espera que el programa continúe más allá de 2020.

## Desarrollo

### Precedentes
| Modelo        | A300         | A310         | A320         | A330         | A340       |
| ------------- | ------------ | ------------ | ------------ | ------------ | ---------- |
| Código previo | –            | B10          | SA2          | B9 (TA9)     | B11 (TA11) |
| Debut         | 1972         | 1983         | 1988         | 1994         | 1993       |
| Cuerpo        | Ancho        | Ancho        | Estrecho     | Ancho        | Ancho      |
| Motores       | 2            | 2            | 2            | 2            | 4          |
| Alcance       | Corto/ medio | Medio/ largo | Corto/ medio | Medio/ largo | Largo      |

El primer avión comercial de Airbus, el A300, fue ideado como parte de una diversa familia de aviones comerciales. Con el fin de conseguir este objetivo, se iniciaron estudios a principios de los setenta en variantes del A300. Antes de la presentación del A300, Airbus identificó nueve posibles variaciones llamadas desde A300B1 hasta B9. Una décima variante, el A300B10, fue concebida en 1973 y desarrollada en el Airbus A310 de largo alcance. Airbus entonces centró sus esfuerzos en los estudios de un avión de fuselaje estrecho, concibiendo así una nueva familia de reactores comerciales conocida como la familia Airbus A320, el primer avión comercial con controles digitales fly-by-wire. Durante los estudios de un avión de fuselaje estrecho, Airbus volvió a centrar su atención en el mercado de aviones de fuselaje ancho, trabajando simultáneamente en ambos proyectos.
A mediados de los setenta Airbus comenzó el desarrollo del A300B9, una variante de mayor tamaño del A300, que posteriormente se convertiría en el A330. El B9 fue en esencia un A300 alargado con el mismo perfil alar, con dos de los motores turbofan más potentes disponibles. Fue creado por el crecimiento de la demanda para rutas transcontinentales, de medio alcance y alta capacidad. Ofreciendo el mismo alcance y carga útil que el McDonnell Douglas DC-10, pero con una mejora en el consumo de combustible del 25 por ciento, el B9 fue visto como un reemplazo de los trimotores DC-10 y Lockheed L-1011 TriStar. Fue considerado así mismo como el sucesor del A300 en las rutas de alcance medio.
Al mismo tiempo, una versión de cuatro motores y 200 asientos, el B11 (que posteriormente se convertiría en el A340) estaba también en desarrollo. Este avión tenía como objetivo original ocupar el lugar de los aviones de fuselaje estrecho Boeing 707 y Douglas DC-8 entonces en uso comercial, pero su objetivo evolucionó posteriormente a ocupar el mercado de reemplazo de los aviones trimotores de largo alcance. Para diferenciarlos de la serie de aviones de fuselaje estrecho, el B9 y el B11 fueron renombrados como TA9 y TA11 (twin aisle, doble pasillo). Los costes de desarrollo se vieron reducidos por el uso en ambos aviones del mismo fuselaje y alas, con un ahorro previsto de 500 millones de dólares. Otro factor que afectó a su desarrollo fueron las diferencias de preferencia dentro de Airbus y, lo que es más importante, entre las diferentes compañías que podrían adquirirlo; los bimotores tenían un gran tirón en Norteamérica, los cuatrimotores eran de elección en Asia, y los operadores tenían diferentes visiones en Europa. Airbus finalmente descubrió que había más clientes potenciales que estaban a favor de los aviones cuatrimotores debido al hecho de que estos, al contrario que los bimotores no estaban sujetos a las restricciones de alcance y su capacidad de volar con un motor fuera de servicio. Como resultado, los planes de desarrollo priorizaron el TA11 cuatrimotor por encima del TA9, que sería bimotor.

### Esfuerzos de diseño
Las primeras especificaciones para el TA9 y el TA11, aviones que podrían acomodar a 410 pasajeros en una configuración de clase única, salieron en 1982. Estas mostraban una gran zona de carga en la parte inferior del avión que podía transportar cinco pallets de carga o dieciséis contenedores de carga LD3 en la parte frontal, y cuatro pallets o catorce LD3 en la zona de carga trasera, el doble de capacidad que el Lockheed L-1011 TriStar o el DC-10, y era 8,46 m más largo que el A300. En junio de 1985, el TA9 y el TA11 habían recibido más mejoras, incluyendo la adopción de la cabina de vuelo del A320, el sistema de control digital fly-by-wire, y el control con la palanca de control lateral. Airbus había desarrollado una cabina de vuelo común para sus modelos de aviones que permitía rápidas transiciones entre aviones para los pilotos. Las tripulaciones de vuelo podían cambiar de un tipo de avión a otro tras solamente una semana de entrenamiento, lo que reducía los costes del operador. Los dos TAs utilizarían el estabilizador vertical, el timón de dirección, y las secciones circulares de fuselaje del A300-600, extendidas en dos secciones.
Airbus consideró enseguida la posibilidad de un ángulo de ataque de ala variable, un concepto que requiere modificar el perfil ala para cada fase de vuelo. Los estudios fueron llevados a cabo por British Aerospace (BAe), ahora parte de BAE Systems, en Hatfield y Bristol. Airbus estimó que esta empresa supondría una mejora en la eficiencia aerodinámica del dos por ciento, pero el avance fue rechazado debido al coste y la dificultad en su desarrollo. También fue considerada un ala de flujo laminar (una tecnología que reduce la fricción produciendo una mejora en el consumo de combustible), pero fue igualmente rechazada.

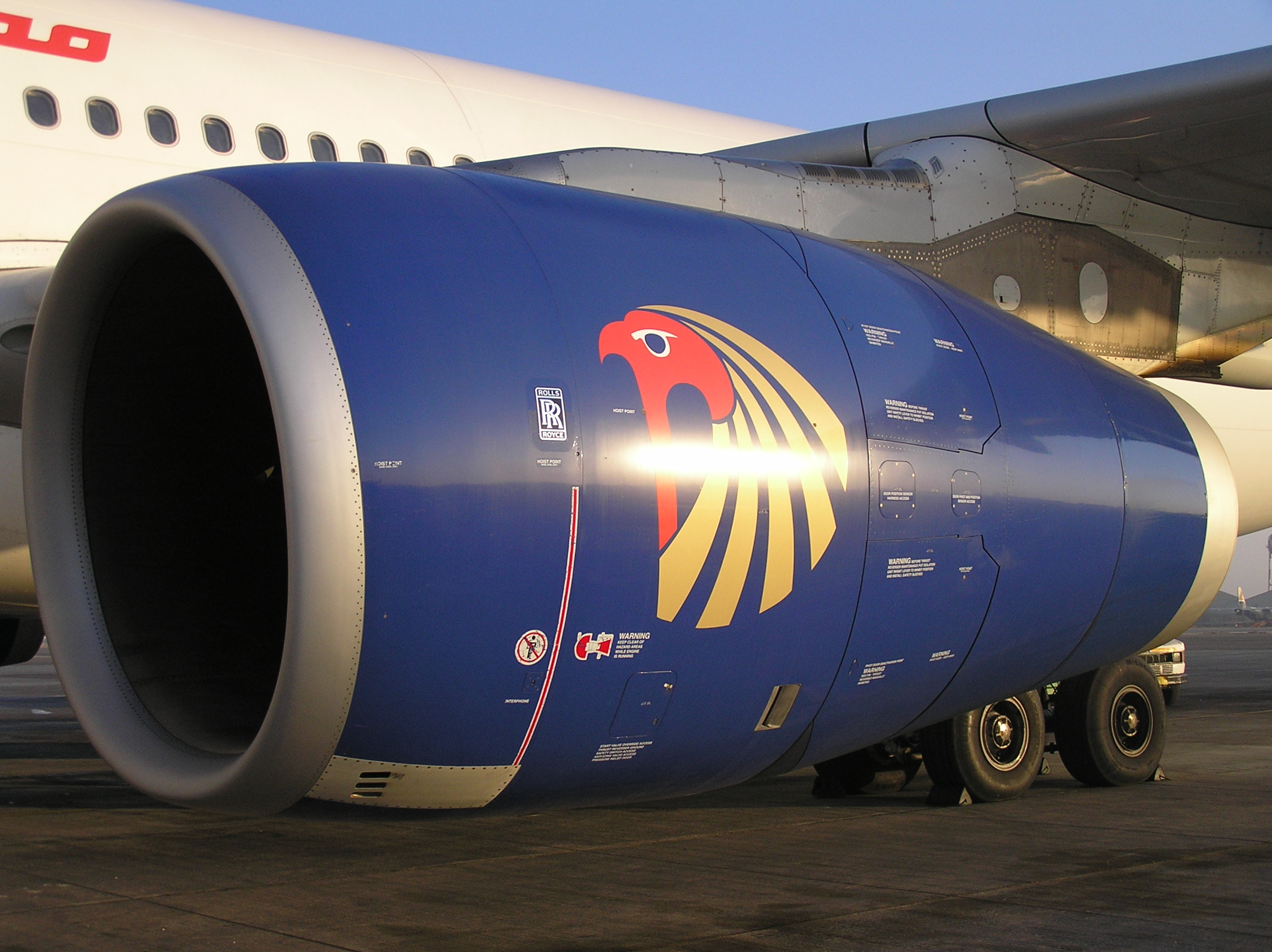
El A330 fue el primer avión de Airbus para el que Rolls-Royce proporcionó motores, con sus Trent 700 turbofan.

Desde el comienzo del desarrollo del TA9, se consideró la posibilidad de ofrecer motores de los tres principales fabricantes de motores, Rolls-Royce, Pratt & Whitney, y GE Aviation. GE Aviation primero ofreció el General Electric CF6-80C2. Sin embargo, los estudios posteriores indicaron que se precisaba más empuje y que era preciso incrementar la capacidad de potencia inicial desde 267 kN a 289 kN. GE alargó el fan del CF6-80C2 de 236 cm a 244 cm para crear el CF6-80E1, que proporcionaba un nuevo empuje de salida de 300 a 320 kN. Rolls-Royce inicialmente quería utilizar el Trent 600 de 267 kN como aportador de potencia del nuevo bimotor de Airbus y del futuro McDonnell Douglas MD-11. Sin embargo, la compañía aceptó posteriormente diseñar un motor exclusivamente para el A330, el Trent 700, con un mayor diámetro y 311 kN de empuje. De igual modo, Pratt & Whitney firmó un acuerdo que incluía el desarrollo de un motor exclusivo para el A330, el PW4168. La compañía incrementó el tamaño del fan para aumentar la potencia, posibilitando que el motor proporcionase 311 kN de potencia.
El 27 de enero de 1986, la Oficina Supervisora de Airbus Industrie llevó a cabo una reunión en Múnich, Alemania Occidental. Tras ella, el director, Franz Josef Strauß, publicó una nota de prensa que decía: «Airbus Industrie está ahora en disposición de finalizar la definición técnica detallada del TA9, que queda ahora oficialmente designado como A330, y el TA11, ahora se llamará A340, contando ya con potenciales aerolíneas clientes de lanzamiento, y nos encontramos discutiendo con ellas las condiciones y prerrogativas de su comité de lanzamiento». Las designaciones estaban originalmente al revés; pero se decidió que el cuatrimotor llevase el "4" en su nombre. Airbus esperó a que cinco aerolíneas firmasen por ambos aviones, A330 y A340, y el 12 de mayo envió propuestas de venta a los principales candidatos a su compra, incluyendo Lufthansa y Swissair.

### Producción y pruebas
Como preparación para la producción del A330 y del A340, las compañías aliadas de Airbus apostaron fuertemente por nuevas instalaciones. En Inglaterra, Filton fue el lugar donde se construyó el centro técnico de tres capacidades de BAe valorado en 7 millones de libras con una superficie de 15 000 metros cuadrados. BAe también gasto cinco millones de libras añadiendo una nueva línea de producción a su planta de producción de alas en Chester. En Alemania, Messerschmitt-Bölkow-Blohm (MBB) invirtió 400 millones de marcos (225 millones de dólares) en varias instalaciones de fabricación en el estuario de Weser, incluyendo Bremen, Einswarden, Varel, y Hamburgo. Francia vio las mayores inversiones, con Aérospatiale comenzando la construcción de una nueva planta de ensamblaje final valorada en 2500 millones de francos (411 millones de dólares) adyacente al Aeropuerto de Toulouse-Blagnac en Colomiers; en noviembre de 1988, los pilares del nuevo centro de ensamblaje Clément Ader ya estaban erigidos. El proceso de ensamblaje presentaba un aumento de la automatización, como robots pulidores de cavidades e instalaciones más rápidas durante el proceso de ensamblaje alas-a-fuselaje.

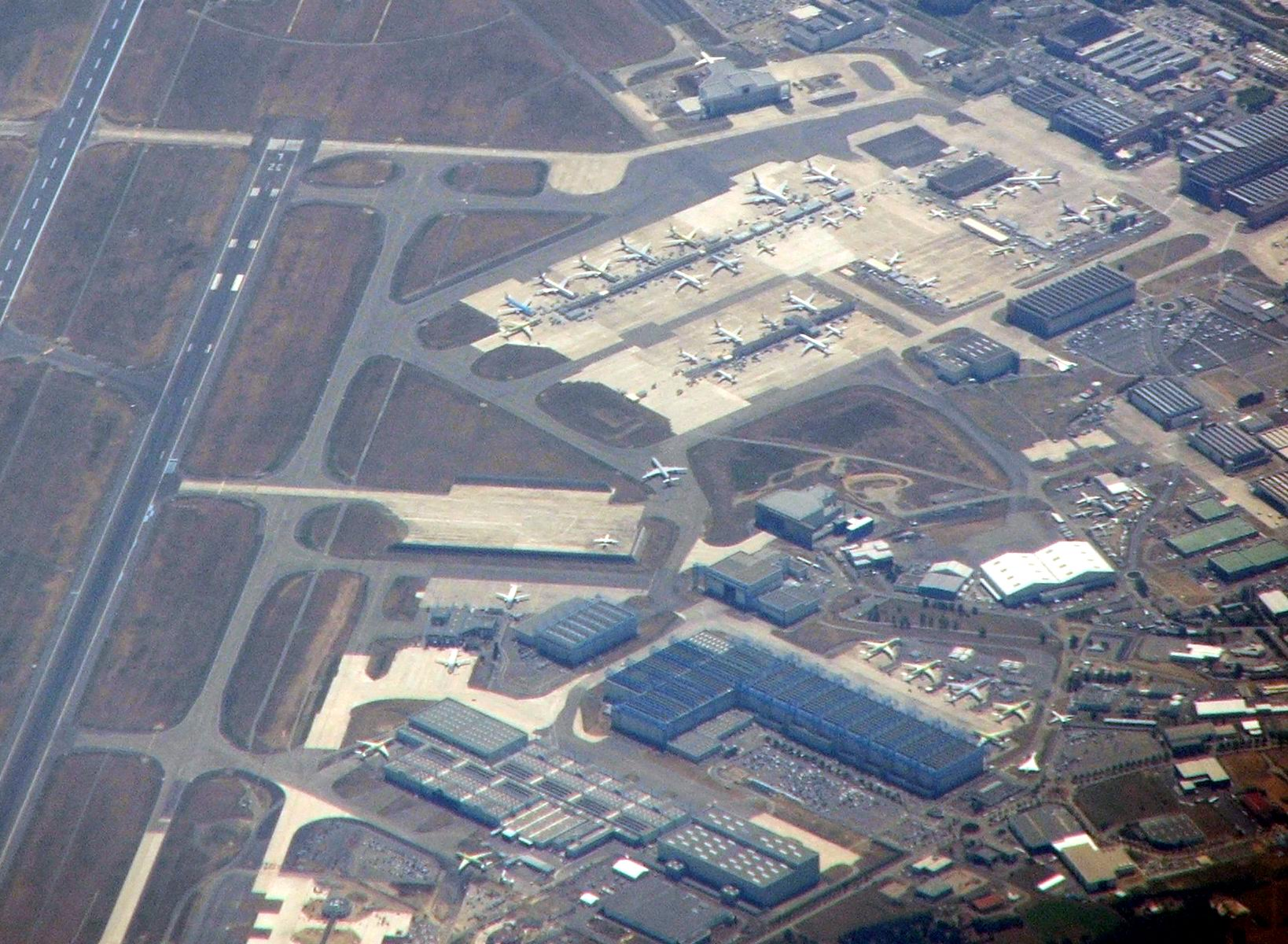
Zona de ensamblaje final del A330, junto al aeropuerto de Toulouse-Blagnac.

El 12 de marzo de 1987, Airbus recibió las primeras órdenes para el bimotor. La aerolínea francesa doméstica Air Inter ejecutó cinco pedidos en firme y quince opciones, mientras que Thai Airways International requirió ocho aviones, repartidas igualmente entre pedidos en firme y opciones. Airbus anunció al día siguiente que iniciaría los programas del A330 y del A340 a mediados de abril de 1987, con entregas previstas del A340 a principios de mayo de 1992 y del A330 se produciría la primera entrega en 1993. Northwest Airlines firmó una carta de intenciones por veinte A340 y diez A330 el 31 de marzo de 1987.
BAe recibió 450 millones de libras del fondo del gobierno del Reino Unido, bastante por debajo de los 750 millones de dólares que inicialmente había solicitado para el diseño y construcción de las alas. Los gobiernos francés y alemán también proporcionaron fondos. Airbus adjudicó subcontratos a compañías en Australia, Austria, Canadá, China, Grecia, Italia, India, Japón, Corea del Sur, Portugal, los Estados Unidos, y la antigua Yugoslavia. Con todos los fondos disponibles, Airbus comenzó los programas A330 y A340 el 5 de junio de 1987, justo antes del Festival Aéreo de París. En ese momento, el libro de pedidos contaba con 130 aviones de diez clientes, incluyendo al lessor International Lease Finance Corporation (ILFC). Del pedido total, cuarenta y uno eran A330. En 1989, la compañía asiática Cathay Pacific entró en la lista de compradores, ordenando nueve A330 y más tarde incrementando el pedido hasta los once aparatos.
El ensamblado alas-a-fuselaje del primer A330, el décimo avión de la línea A330 y A340, comenzó a mediados de febrero de 1992. Este avión, dotado de pintura anti-corrosión, fue presentado el 31 de marzo sin sus motores General Electric CF6-80E1, que fueron instalados en agosto. Durante una prueba estática, el ala falló justo por debajo de lo requerido, pero los ingenieros de BAe solventaron posteriormente el problema. En el Salón Aeronáutico de Farnborough de ese año, Northwest retrasó la entrega de dieciséis A330 a 1994, tras la cancelación de sus pedidos de A340.
El primer A330 operativo salió el 14 de octubre de 1992, teniendo lugar el primer vuelo el 2 de noviembre. Con un peso de 181 840 kg, que incluía 20 980 kg de equipamiento de pruebas, el A330 se convirtió en el mayor bimotor que había volado hasta entonces, aunque más tarde fue eclipsado por el Boeing 777. El vuelo duró cinco horas y quince minutos durante los que fueron puestos a prueba la velocidad, la altura, y otras configuraciones de vuelo. Finalmente Airbus terminó el programa de vuelos de prueba consistente de seis aviones que volaron un total de 1800 horas. El 21 de octubre de 1993, el Airbus A330 recibió simultáneamente las certificaciones de las Autoridades Conjuntas de Aviación (JAA) europeas y de la Administración Federal de Aviación (FAA) estadounidense tras 1114 horas en 426 vuelos de prueba. Al mismo tiempo, las pruebas de peso fueron favorables, mostrando que el avión estaba 500 kg por debajo de su peso.
El 30 de junio de 1994, sufrió un problema durante su certificación por el motor Pratt & Whitney cuando un A330 se estrelló cerca de Toulouse. Ambos pilotos y los cinco pasajeros murieron. El vuelo fue programado para probar el piloto automático en respuesta a un escenario de caso de fallo de motor con el centro de gravedad cerca de su límite posterior. Poco después de despegar, los pilotos tuvieron problemas para configurar el piloto automático, y el avión perdió velocidad y se estrelló. El accidente fue investigado por una comisión de investigación interna de la Direction General d'Aviation, que concluyó que el accidente tuvo lugar por una respuesta lenta y acciones incorrectas por parte de la tripulación durante la recuperación. Esto llevó a una revisión de los procedimientos operativos del A330.

### Entrada en servicio

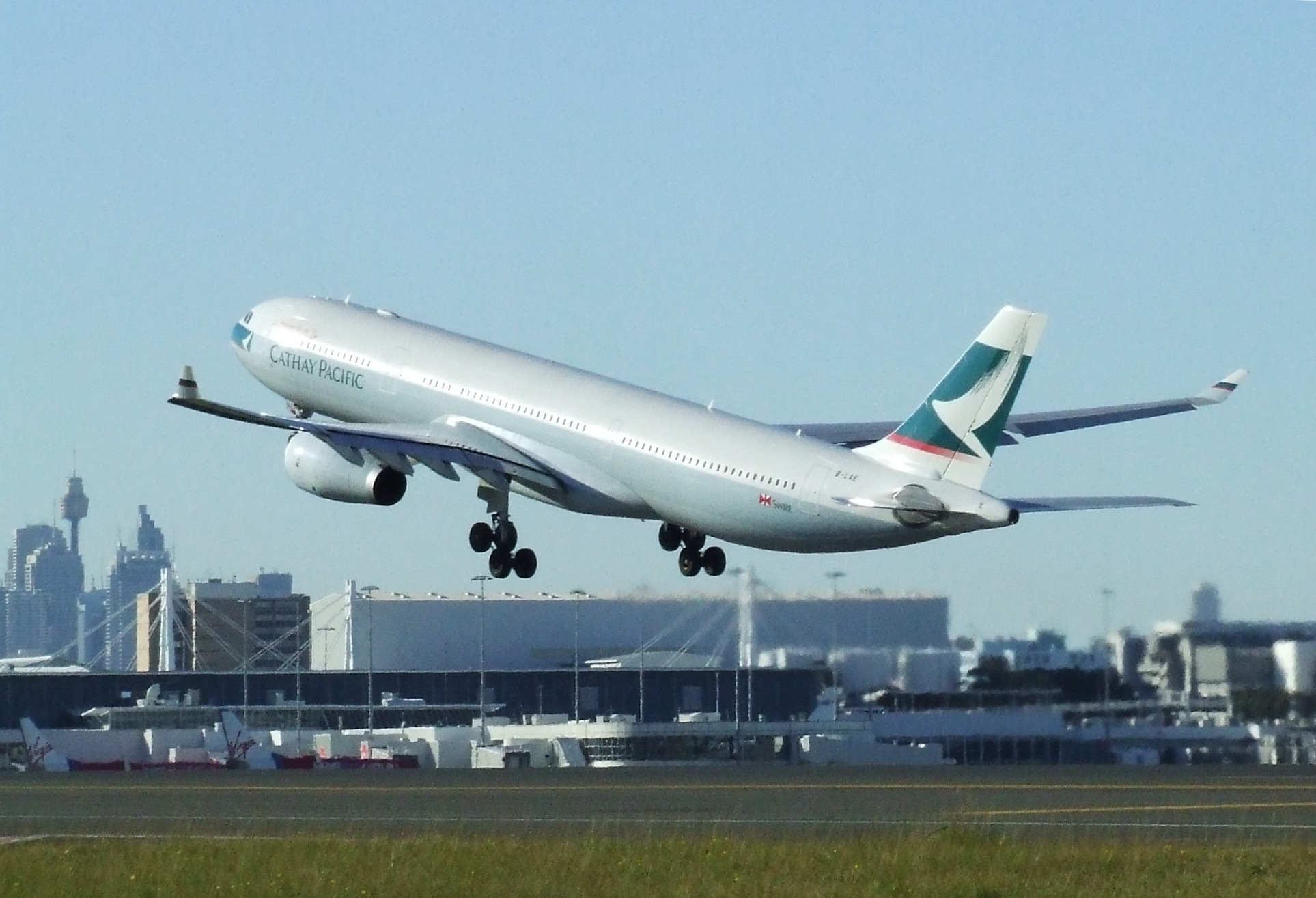
Cathay Pacific fue uno de los primeros operadores del A330.

Air Inter se convirtió en el primero operador del A330, poniendo el avión en servicio el 17 de enero de 1994 entre el aeropuerto de París Orly, París, y Marsella. Las entregas a Malaysia Airlines (MAS) y Thai Airways International fueron pospuestas para llevar a cabo la deslaminación de los materiales compuestos en el ensamblaje de la reversas de los motores PW4168. Thai Airways recibió su primer avión A330 durante la segunda mitad del año, operando en rutas desde Bangkok a Taipéi y Seúl. Cathay Pacific recibió sus A330 con motores Trent 700 tras la certificación de este motor el 22 de diciembre de 1994. MAS recibió su primer A330 el 1 de febrero de 1995 y entonces reprogramó sus otros diez pedidos.
Airbus intentó que el A330 compitiese en el mercado de aviones con normas de rendimiento operativo de bimotores en vuelos largos (ETOPS), específicamente se esperaba que compitiese con el Boeing 767. (ETOPS es un conjunto de normas que permiten vuelos de largo radio alejados de un aeropuerto alternativo para aviones que hayan alcanzado los requisitos de diseño y pruebas especiales). En lugar de la aproximación "ETOPS fuera de caja" o "ETOPS temprano" llevado a cabo por Boeing con sus 777, Airbus incrementó gradualmente la aprobación ETOPS en el A330 usando la experiencia existente en vuelo. Airbus sugirió que el A340 y el A330 eran en esencia idénticos excepto por el número de motores, y que la experiencia del A340 podía ser aplicado a la aprobación ETOPS de los A330. Los planes fueron que los tres tipos de motores entrasen en servicio con aprobación de noventa minutos, antes de incrementarlo a 120 minutos después de que el total de la flota de A330 acumulase 25 000 horas de vuelo, y entonces aumentarlo a 180 minutos tras superar las 50 000 horas de vuelo, en 1995. Aer Lingus y Cathay Pacific fueron dos de las aerolíneas importantes que asistieron a Airbus en esta empresa con el establecimiento de una red de vuelos transoceánicos que ayudase a acumular horas rápidamente. En noviembre de 2009, el A330 se convirtió en el primer avión en recibir una aprobación de vuelo ETOPS–240, que había sido ofrecido a Airbus como una opción.

### Desarrollos adicionales
En respuesta a un descenso en las ventas del A330-300, por el aumento de penetración en el mercado del Boeing 767-300ER, y las peticiones de las aerolíneas de un avión más pequeño y con mayor alcance, Airbus desarrolló el Airbus A330-200. Conocido como el A329 y el A330M10 durante el desarrollo, el A330-200 ofrecería un nueve por cierto de ahorro en los costes operativos que el Boeing 767-300ER. El avión fue colocado en el sector de los 11 900 km (6425,5 nmi), donde Airbus predijo una demanda de 800 aviones entre 1995 y 2015. El proyecto, con unos costes de desarrollo estimados de 450 millones de dólares, fue aprobado por la Oficina Supervisora de Airbus Industrie el 24 de noviembre de 1995.

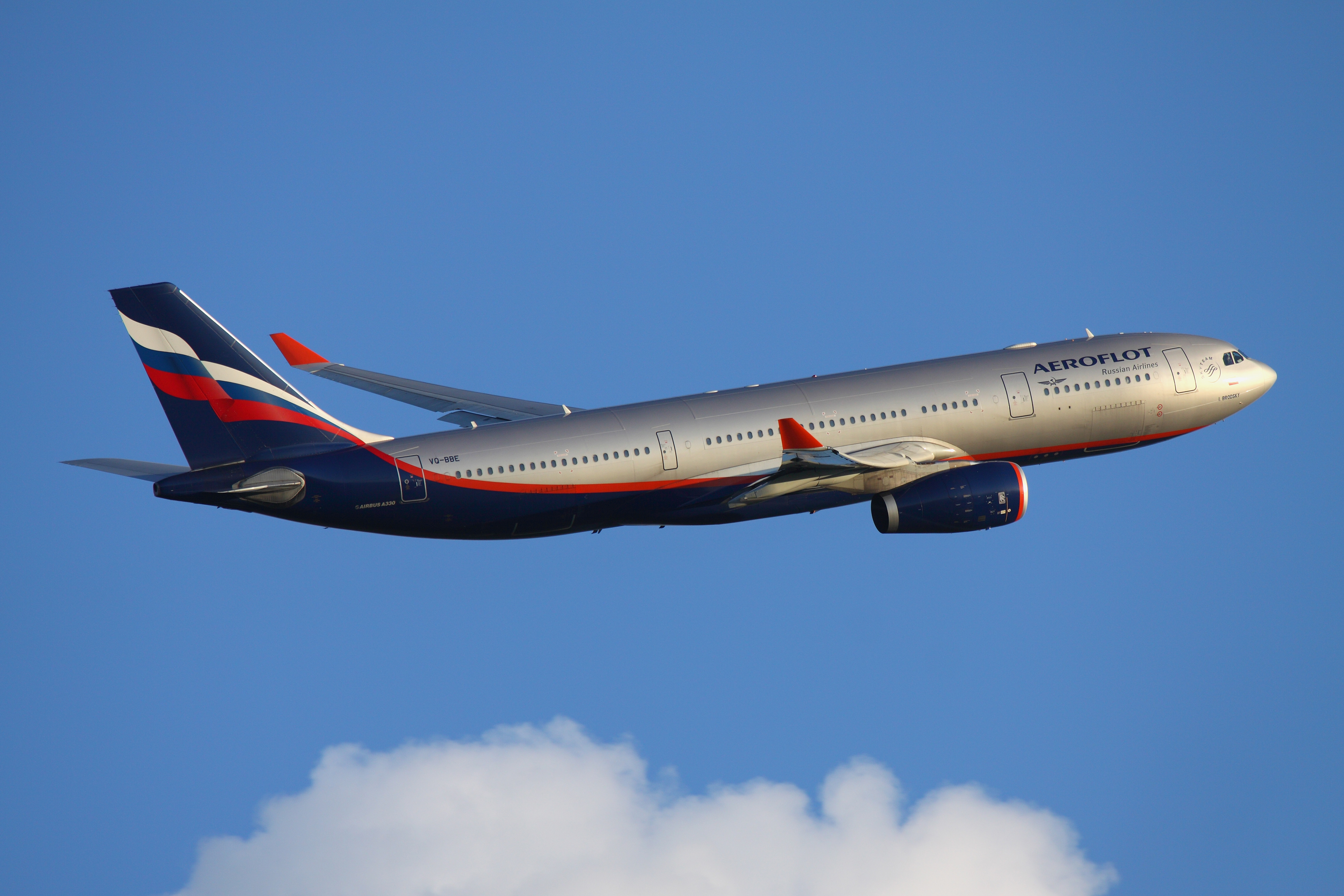
A330-200 de Aeroflot tras despegar del Aeropuerto de Moscú Sheremetyevo en 2011.

El A330-200 voló por primera vez el 13 de agosto de 1997. El proceso de certificación de dieciséis meses incluía el registro de 630 horas de vuelos de prueba. El primer cliente del A330-200 fue ILFC; este avión fue alquilado por Canada 3000, quien se convirtió en el primer operador del tipo.
Mientras Airbus trabajaba en su A330-200, fueron reportados problemas con la bomba hidráulica por parte de operadores tanto del A330 como del A340. Este fallo se cree que fue la causa detonante del fuego que destruyó un A340-200 de Air France en enero de 1994. El 4 de enero de ese año, un A330-300 de Malaysia Airlines, mientras se le llevaba a cabo un mantenimiento regular en el aeropuerto de Singapur Changi, fue pasto de las llamas que se iniciaron en el tren principal derecho del avión. Los incidentes causaron daños por valor de treinta millones de dólares, y el avión permaneció seis meses en tierra para reparaciones. En consecuencia, los operadores fueron advertidos de que debían desconectar la bomba eléctrica en enero de 1997.
Otro problema notificado fueron las desconexiones en vuelo de los A330-300 con motores Trent 700. El 11 de noviembre de 1996, un fallo de motor en un vuelo de Cathay Pacific lo obligó a regresar a Ciudad Ho Chi Minh. El 17 de abril de 1997, la filial de Cathay Pacific, Dragonair, experimentó un apagado de motor en un A330, causado por una obstrucción de carbono en el filtro de aceite. Como resultado, Cathay Pacific suprimió su autorización de ETOPS de 120 minutos. Otro fallo de motor tuvo lugar el 6 de mayo durante el ascenso de un A330 de Cathay Pacific. El problema fue descrito como un error de montaje de la caja de engranajes construido por Hispano-Suiza. Tres días más tarde, un A330 de Cathay Pacific en el ascenso del vuelo Bangkok–Hong Kong experimentó un descenso de la presión de aceite. La resultante pérdida de potencia del motor obligó al vuelo a regresar a Bangkok. La causa fue más tarde revelada como una contaminación de metal en el procesador de circuitos del motor. Cathay Pacific y Dragonair dejaron en tierra voluntariamente sus flotas de A330 durante dos semanas tras un quinto fallo de motor el 23 de mayo. Los quince aviones dejados en tierra causaron importantes problemas porque los once A330 de Cathay suponían el quince por ciento de su capacidad de pasajeros. Rolls-Royce e Hispano-Suiza trabajaron para resolver el problema, y se implementó un rediseño del sistema que lubricase las zonas afectadas.

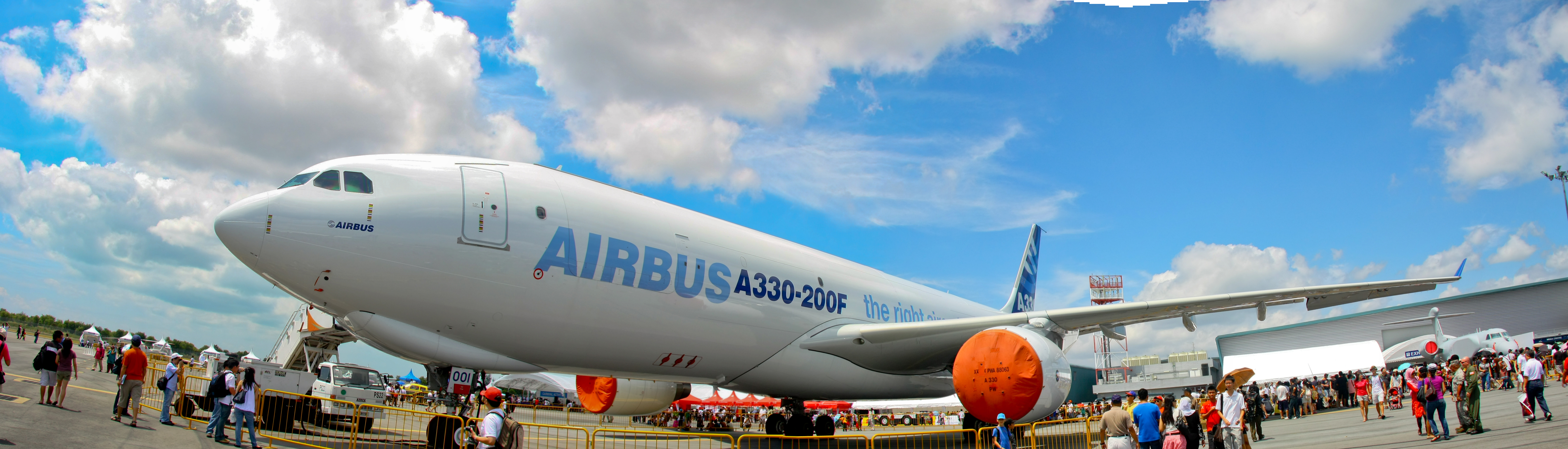
La variante de carga, el A330-200F, debutó en el Festival Aéreo de Singapur de 2010.

Airbus a continuación trabajó en la variante de carga del A330. Respondiendo a las exigencias fruto de las ventas de los A300-600F y A310F, la compañía comenzó a comercializar el Airbus A330-200F, una variante del A330-200, en el 2001. el carguero tiene un alcance de 7400 km (3995,7 nmi) con 65 kilogramos (143,3 lb) a bordo, o 5900 km (3185,8 nmi) con 70 kilogramos (154,3 lb). El avión presenta un tren de morro más largo que el que lleva el A330 de pasajeros. Que se aloja en un característico bulbo "blister fairing", el tren es fruto de la necesidad de elevar el morro del avión para así tener el piso de carga nivelado durante la carga y descarga.
El A330-200F efectuó su primer vuelo el 5 de noviembre de 2009. Este marcó el comienzo del cuarto mes, de 180 horas de certificación. Los certificados de la JAA y la FAA estaban previstos para marzo del año siguiente, aunque la aprobación por parte de la JAA fue retrasada hasta abril. La primera entrega fue efectuada en consecuencia a la división de carga de Etihad Airways, Etihad Crystal Cargo, en julio de 2010.
A finales de agosto de 2011, un total de 1155 A330 habían sido pedidos, con un total de aeronaves entregadas de 807. Los mayores operadores del A330 con Cathay Pacific con 33 y Delta Air Lines. Que tenía una flota compuesta exclusivamente de aeronaves de Boeing antes de que obtuviese los A330 en su fusión con Northwest Airlines, con 32. Airbus anunció en febrero de 2011 que tenía la intención de incrementar su tasa de aviones fabricados de siete y medio a ocho al mes a unos nueve aparatos al mes en 2012, y a diez por mes en 2013. Airbus espera que el A330 se siga vendiendo hasta al menos 2015.

## Diseño

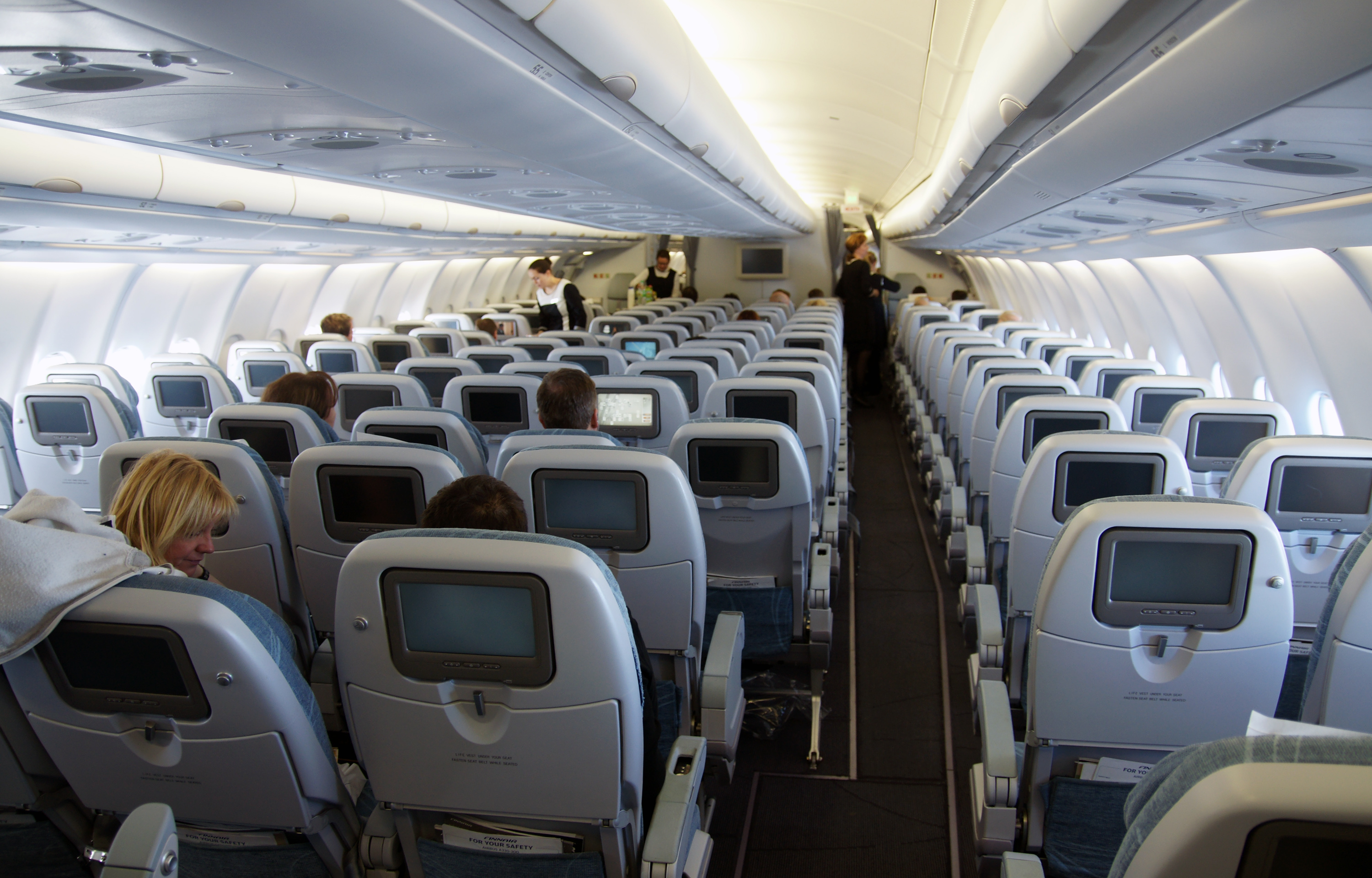
Parte posterior de una cabina económica en configuración habitual 2-4-2 (ejemplo Finnair).

Esquema típico de un Airbus A330-203.

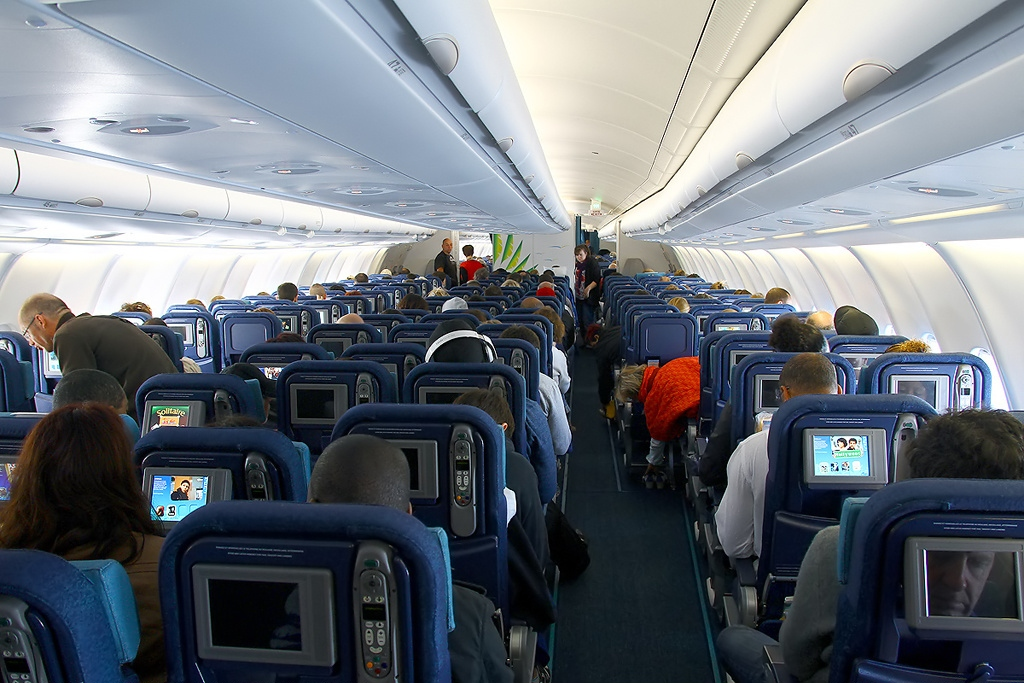
Parte posterior de una cabina económica en configuración súper estrecha de alta densidad 3-3-3 utilizada por algunas aerolíneas como Air Caraïbes. El fuselaje es más angosto que el de un Boeing 787.

El A330 es un avión de tamaño medio y de fuselaje ancho, con dos motores suspendidos en pilones bajo las alas. En tierra, el tren de morro de dos neumáticos y las dos patas principal dotadas de bogie con cuatro neumáticos construido por Messier-Dowty soporta un peso máximo de rampa (MRW) de 230 900 kilogramos (509 048 lb), mientras que el peso máximo al despegue (MTOW) para el que están diseñados es de 230 000 kilogramos (507 064 lb) en la variante A330-200. Una opción permite un peso máximo en rampa de 233 900 kilogramos (515 662 lb) con un peso máximo de despegue de 233 000 kilogramos (513 677 lb).
La estructura del A330 presenta un ala baja en voladizo de monoplano con un ala virtualmente idéntica a la del A340. Las alas fueron diseñadas y fabricadas por BAe, que desarrolló un largo apéndice alar con un elevado ratio de angulación que proporcionaba una elevada eficiencia aerodinámica. El ala presenta una colocación descendente de treinta grados y, junto con otros elementos del diseño, permite una velocidad de operación máxima de Mach 0,86. El ala tiene un muy elevado ratio de cuerpo a cuerda del 12,8 por ciento, que implica que se pueda dotar de una larga envergadura y un ángulo de perfil alar alto sin penalizaciones importantes en el peso. En comparación, el rival MD-11, tenía un ángulo de cuerpo a cuerda del 8–9 por ciento. Cada ala cuenta también con un gran winglet de 2,74 m (8,99 pies) en lugar de las puntas de flecha que se podían encontrar en los primeros aviones de Airbus.
El diseño de ala compartido con el A340 permitió al A330 incorporar mejoras aerodinámicas desarrolladas para los aviones previos. La incapacidad de desarrollo del motor turbofán de flujo muy alto V2500 "SuperFan" que International Aero Engines había prometido que reduciría el consumo de combustible en torno a un 15 por ciento para el A340, llevó a múltiples arreglos incluyendo unas actualizaciones en las alas para compensar. Originalmente diseñada con una envergadura de 56 m (183,73 pies), el ala fue más tarde ampliada a 58,6 m (192,26 pies) y finalmente a 60,3 m (197,83 pies). Con 60,3 m (197,83 pies), la envergadura es similar a la del Jumbo Boeing 747-200, pero con solo un 65 por ciento de la superficie alar.
El fuselaje del A330 y del A340 está basado en el del Airbus A300-600, con muchas partes en común, y tiene el mismo aspecto ancho exterior y ancho de cabina: 5,64 m (18,5 pies) y 5,28 m (17,32 pies). Permite filas de seis asientos en configuración 2–2–2 en primera y clase business, y filas de ocho asientos en configuración 2–4–2 en turista. El estabilizador vertical y el timón están fabricados principalmente de materiales compuestos. En tierra, el A330 utiliza la unidad de potencia auxiliar (APU) Honeywell 331–350C.
El A330 comparte la misma configuración de cabina de vuelo de pantalla de cristal líquido que el A320 y el A340, y presenta dispositivos instrumentales electrónicos en lugar de las palancas mecánicas. En lugar de una columna de vuelo convencional, la cabina de vuelo presenta controladores laterales, seis pantallas principales, y el Sistema electrónico de instrumentos de vuelo (EFIS), que cubre la navegación y las pantallas de vuelo, así como el Monitor Electrónico Centralizado del Avión (ECAM). Aparte de la cabina de vuelo, el A330 también tiene el sistema fly-by-wire común a la familia A320, al A340, al A380, y al A350. También presenta tres sistemas de control de vuelo primario y dos secundarios, así como un sistema de protección del límite del desarrollo del vuelo que previene maniobras que exceden los límites aerodinámicos y estructurales del avión.

## Componentes del A330
Alemania -  Estados Unidos -  Francia -  Reino Unido

### Electrónica

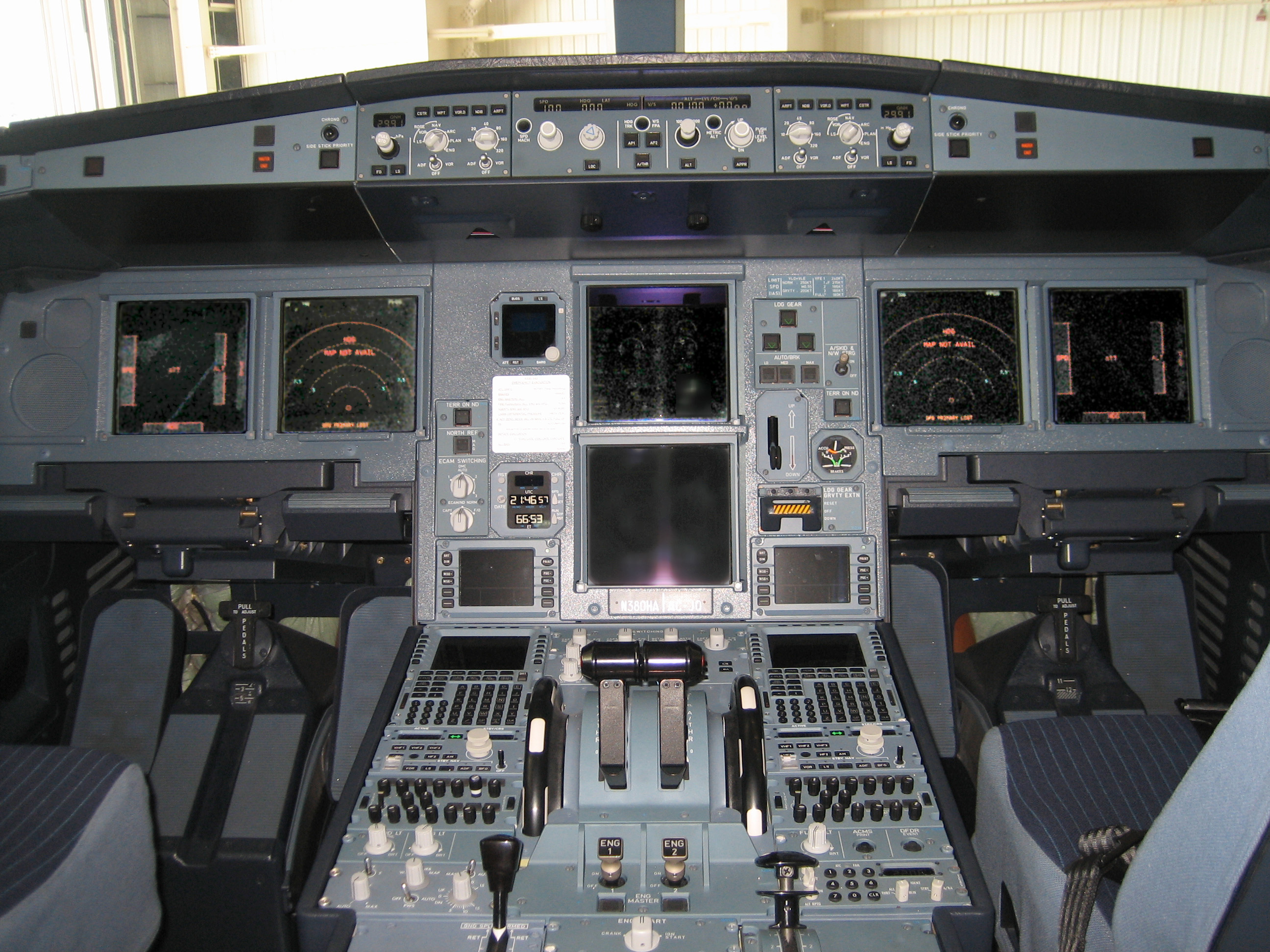
La cabina de vuelo A330/A340 usa el diseño de seis pantallas de la familia A320.

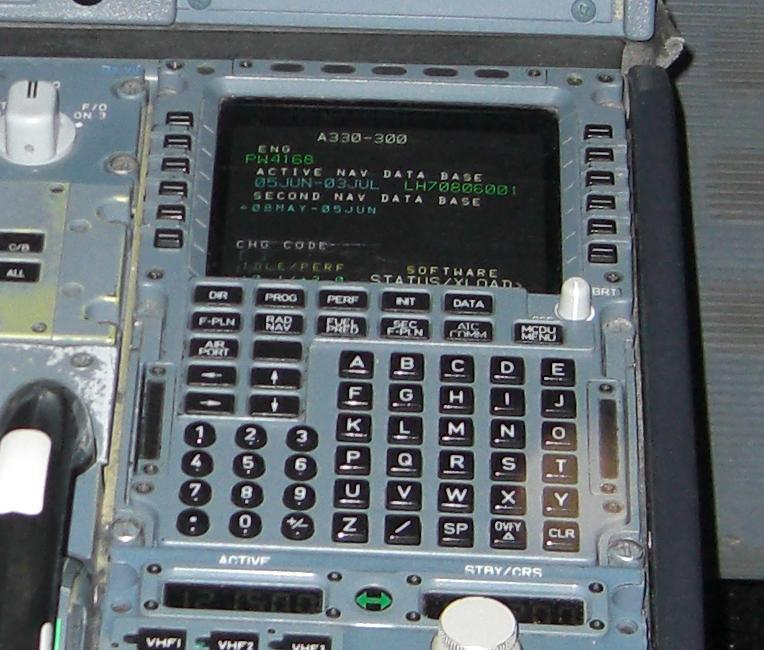
MCDU en un A330-300.

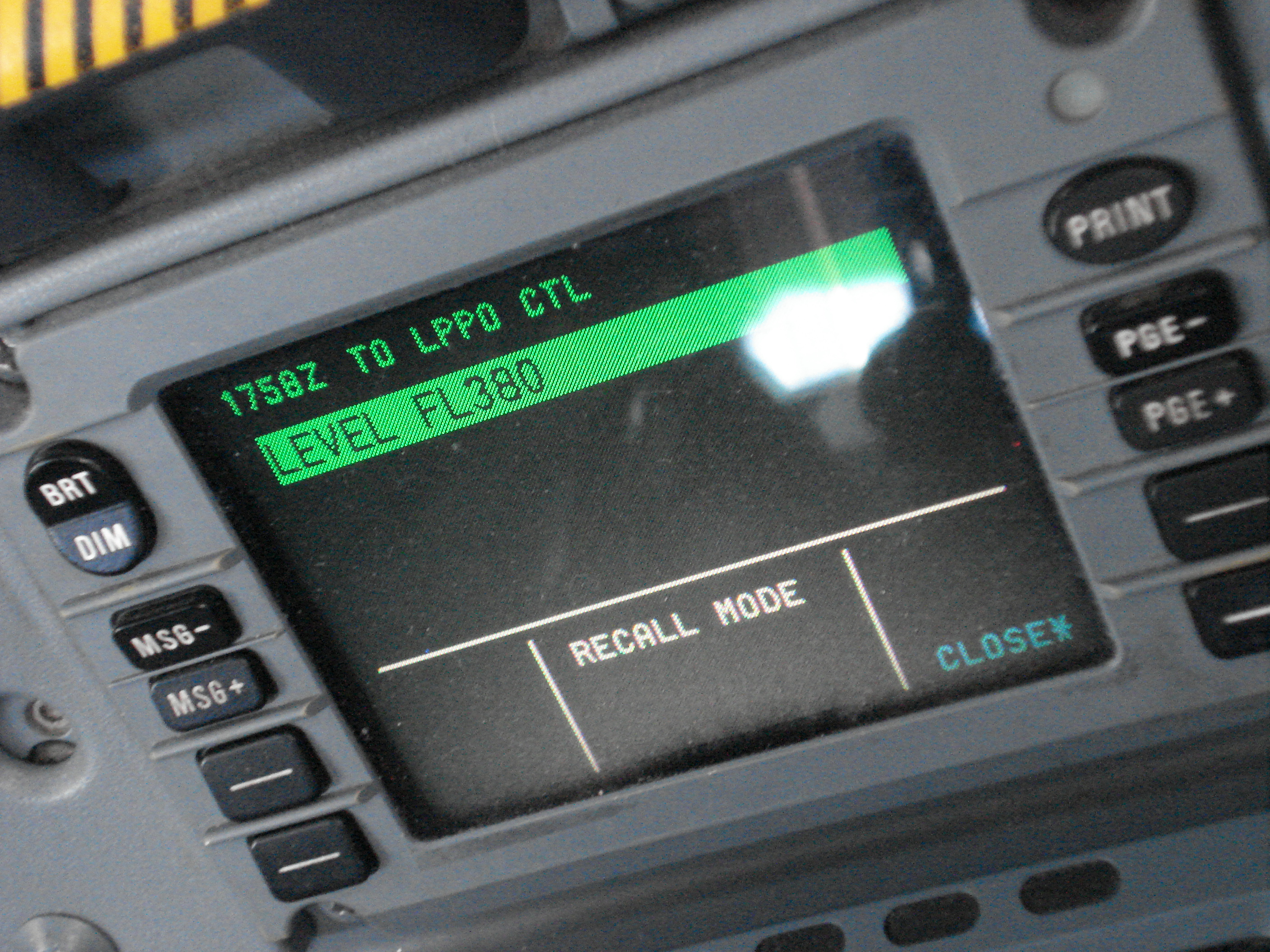
DCDU en un A330.

| Sistema | País                                           | Fabricante              | Notas                         |
| --- | ---------------------------------------------- | ----------------------- | ----------------------------- |
| Lenguaje de programación                                                                                     | Bandera de Francia                             | Airbus Francia          | SAO                           |
| Redes de datos                                                                                               |                                                |                         | ARINC 429, CAN                |
| Computadoras primarias de control de vuelo (FCPC)                                                            | Bandera de Francia                             | Aérospatiale ADL        | 3                             |
| Software de las FCPC                                                                                         | Bandera de Francia                             | Aérospatiale            |                               |
| Lenguaje de programación del módulo FCPC de control                                                          |                                                |                         | Ensamblador (generado)        |
| Lenguaje de programación del módulo FCPC de supervisión                                                      |                                                |                         | PL/M (generado)               |
| CPUs de las FCPC                                                                                             | Bandera de Estados Unidos                      | Intel                   | 80386                         |
| Computadoras secundarias de control de vuelo (FCSC)                                                          | Bandera de Francia                             | Sextant Avionique       | 2                             |
| Software de las FCSC                                                                                         | Bandera de Francia                             | Aérospatiale            |                               |
| Lenguaje de programación del módulo FCSC de control                                                          |                                                |                         | Ensamblador (a mano)          |
| Lenguaje de programación del módulo FCSC de supervisión                                                      |                                                |                         | Pascal (a mano)               |
| ADIRUs (opción)                                                                                              | Bandera de Estados Unidos                      | Honeywell               | 3                             |
| ADIRUs (opción)                                                                                              | Bandera de Estados Unidos                      | Northrop Grumman        | 3                             |
| Sensores AoA (opción)                                                                                        | Bandera de Francia                             | Thales                  | 3                             |
| Sensores AoA (opción)                                                                                        | Bandera de Estados Unidos                      | Goodrich Corporation    | 3                             |
| CPUs de las FCSC                                                                                             | Bandera de Estados Unidos                      | Intel                   | 80286                         |
| Software de las computadoras de advertencias de vuelo (FWC)                                                  | Bandera de Francia                             | Aérospatiale            |                               |
| Lenguaje de programación de las FWC                                                                          |                                                |                         | Ada                           |
| CPUs de las FWC                                                                                              | Bandera de Estados Unidos                      | Intel                   | 80386                         |
| Computadoras concentradoras de datos de control de vuelo (FCDC)                                              |                                                |                         | 2                             |
| Software de las FCDC                                                                                         | Bandera de Francia                             | Aérospatiale            |                               |
| Lenguaje de programación de las FCDC                                                                         |                                                |                         | Ada (generado o HOOD)         |
| CPUs de las FCDC                                                                                             | Bandera de Estados Unidos                      | Motorola                | 68000                         |
| Computadoras de gestión de pantallas (DMC) del sistema de instrumentos electrónicos (EIS1, CRT, original)    | Bandera de Alemania                            | Diehl Aerospace         | 3                             |
| Computadoras de gestión de pantallas (DMC) del sistema de instrumentos electrónicos (EIS2, LCD, opción 2003) | Bandera de Alemania                            | Diehl Aerospace         | 3                             |
| Radar meteorológico (opción 2002)                                                                            | Bandera de Estados Unidos                      | Honeywell               | RDR-4B                        |
| Radar meteorológico (opción 2005)                                                                            | Bandera de Estados Unidos                      | Collins Aerospace       | Multiscan WXR-2100            |
| Radar meteorológico (opción 2010)                                                                            | Bandera de Estados Unidos                      | Honeywell               | RDR-4000                      |
| Radar meteorológico (opción 2015)                                                                            | Bandera de Estados Unidos                      | Collins Aerospace       | Multiscan WXR-2100 V2         |
| Radar meteorológico (opción 2015)                                                                            | Bandera de Estados Unidos                      | Honeywell               | RDR-4000 V2                   |
| TAWS (opción)                                                                                                | Bandera de Estados Unidos                      | Honeywell               | EGPWS                         |
| TAWS (opción 2004)                                                                                           | Bandera de Estados Unidos                      | ACSS                    | T2CAS                         |
| TAWS (opción 2010)                                                                                           | Bandera de Estados Unidos                      | ACSS                    | T3CAS                         |
| RAAS (opción 2004)                                                                                           | Bandera de Estados Unidos                      | Honeywell               | EGPWS                         |
| SmartLanding (opción)                                                                                        | Bandera de Estados Unidos                      | Honeywell               | EGPWS MK V                    |
| SmartRunway (opción)                                                                                         | Bandera de Estados Unidos                      | Honeywell               | EGPWS MK V                    |
| ROPS+ (opción 2015)                                                                                          | Bandera de Francia                             | Airbus                  | T3CAS                         |
| Landing Surveillance+ (opción 2019)                                                                          | Bandera de Francia                             | Airbus                  |                               |
| ATSAW (opción 2010)                                                                                          | Bandera de Estados Unidos                      | ACSS                    | T3CAS                         |
| ATSAW (opción)                                                                                               | Bandera de Estados Unidos                      | Honeywell               | CAS-100                       |
| ACAS II (opción 1997)                                                                                        | Bandera de Estados Unidos                      | ACSS                    | TCAS 2000                     |
| ACAS II (opción 2004)                                                                                        | Bandera de Estados Unidos                      | ACSS                    | T2CAS                         |
| ACAS II (opción 2007)                                                                                        | Bandera de Estados Unidos                      | ACSS                    | TCAS 3000                     |
| ACAS II (opción 2010)                                                                                        | Bandera de Estados Unidos                      | ACSS                    | T3CAS                         |
| ACAS II (opción)                                                                                             | Bandera de Estados Unidos                      | Honeywell               | CAS-81 (obsoleto en 2017)     |
| ACAS II (opción)                                                                                             | Bandera de Estados Unidos                      | Honeywell               | CAS-100                       |
| ACAS II (opción)                                                                                             | Bandera de Estados Unidos                      | Rockwell Collins        | TTR-2100                      |
| Transpondedor (opción 1996)                                                                                  | Bandera de Estados Unidos                      | ACSS                    | XS-950 (obsoleto en 2017)     |
| Transpondedor (opción 2010)                                                                                  | Bandera de Estados Unidos                      | ACSS                    | T3CAS                         |
| Transpondedor (opción 2016)                                                                                  | Bandera de Estados Unidos                      | ACSS                    | NXT-800                       |
| Transpondedor (opción 2007)                                                                                  | Bandera de Estados Unidos                      | Rockwell Collins        | TPR-901                       |
| Transpondedor (opción 2017)                                                                                  | Bandera de Estados Unidos                      | Honeywell               | TRA-100B                      |
| Computadoras de envolvente de guiado de la gestión del vuelo (FMGEC)                                         | Bandera de Francia                             | Thales                  | 2                             |
| Sistemas de gestión del vuelo (FMS, original)                                                                | Bandera de Estados Unidos                      | Honeywell               | Honeywell FMS1                |
| Lenguajes de programación de los Honeywell FMS1                                                              |                                                |                         | Pascal, Ada, C++, Ensamblador |
| Sistemas de gestión del vuelo (FMS, opción 2000)                                                             | Bandera de Estados Unidos                      | Honeywell               | Pegasus                       |
| Lenguajes de programación de los Pegasus                                                                     |                                                |                         | Ada                           |
| CPUs de los Pegasus                                                                                          | Bandera de Estados Unidos                      | AMD                     | 29050                         |
| Sistemas de gestión del vuelo (FMS, opción 2002)                                                             | Bandera de Estados Unidos · Bandera de Francia | Smiths Aerospace Thales | TopFlight FMS                 |
| Lenguaje de programación de los TopFlight FMS                                                                |                                                |                         | Ada                           |
| CPUs de los TopFlight FMS                                                                                    | Bandera de Estados Unidos                      | Motorola                | 68040                         |
| Sistemas de gestión del vuelo (FMS, opción 2013)                                                             | Bandera de Estados Unidos                      | Honeywell               | Pegasus II                    |
| CPUs de los Pegasus II                                                                                       | Bandera de Estados Unidos                      | Honeywell               | 29KII                         |

### Propulsión

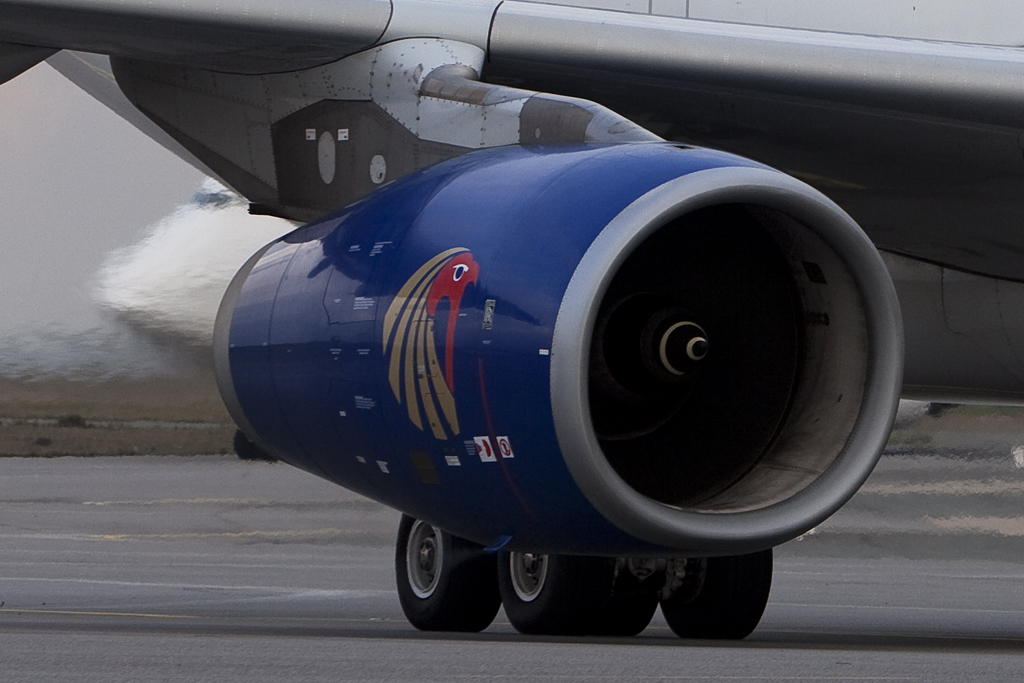
Trent 772B-60 en un A330-243F de EgyptAir.

| Sistema                                                    | País                      | Fabricante           | Notas          |
| ---------------------------------------------------------- | ------------------------- | -------------------- | -------------- |
| Verificación y validación del sistema de combustible       | Bandera de Estados Unidos | MathWorks            | MATLAB         |
| Lenguajes de programación (V&V del sistema de combustible) | Bandera de Estados Unidos | I-Logix              | Statemate      |
| Motor (opción)                                             | Bandera del Reino Unido   | Rolls-Royce Holdings | 2 × Trent 772  |
| Motor (opción)                                             | Bandera de Estados Unidos | General Electric     | 2 × CF6-80E    |
| Motor (opción)                                             | Bandera de Estados Unidos | Pratt & Whitney      | 2 × PW4000-100 |

## Variantes

### A330-200
El A330-200 es la variante reducida de largo alcance, que entró en servicio en 1998. El alcance habitual con 253 pasajeros en una configuración de tres clases es de 13 400 km (7235 nmi). El A330-200 es diez módulos de fuselaje más corto que el -300 original, y goza de una longitud de 58,82 m (192,98 pies). Para compensar el pequeño momento de fuerza del fuselaje reducido, la altura del estabilizador vertical del -200 fue incrementado en 104 cm (40,94 plg). Las alas del -200 también fueron modificadas; reforzando la rigidez del ala lo que permitió que el peso máximo en despegue del -200 se incrementase a 229 800 kilogramos (506 623 lb). El -200 es ofrecido con tres tipos de motores similares a los que se pueden encontrar para el -300: General Electric CF6-80E, Pratt & Whitney PW4000, o Rolls-Royce Trent 700. Airbus también incrementó la capacidad de combustible con el uso en la sección central de un tanque de combustible de 139 100 litros, de serie en todos los A340.
En diciembre de 2011, se habían efectuado 572 pedidos del -200, 444 de los cuales ya habían sido entregados, con 440 aviones en operación. El precio de catálogo en 2011 es de 200,8 millones de dólares. Los cambios efectuados al -200 mejoraron significativamente la economía del avión lo que hizo a esta variante más popular que su hermano de cuatro motores, el A340-200. El -200 compite con el Boeing 767-300ER y en menor medida con su hermano mayor, el 767-400ER. El 787 Dreamliner representa a su competidor más fuerte en la actualidad. El A330-200 está también disponible como reactor ejecutivo de ultra largo alcance comercializado por Airbus Executive and Private Aviation, conocido con el nombre de A330-200 Prestige.

### A330-300

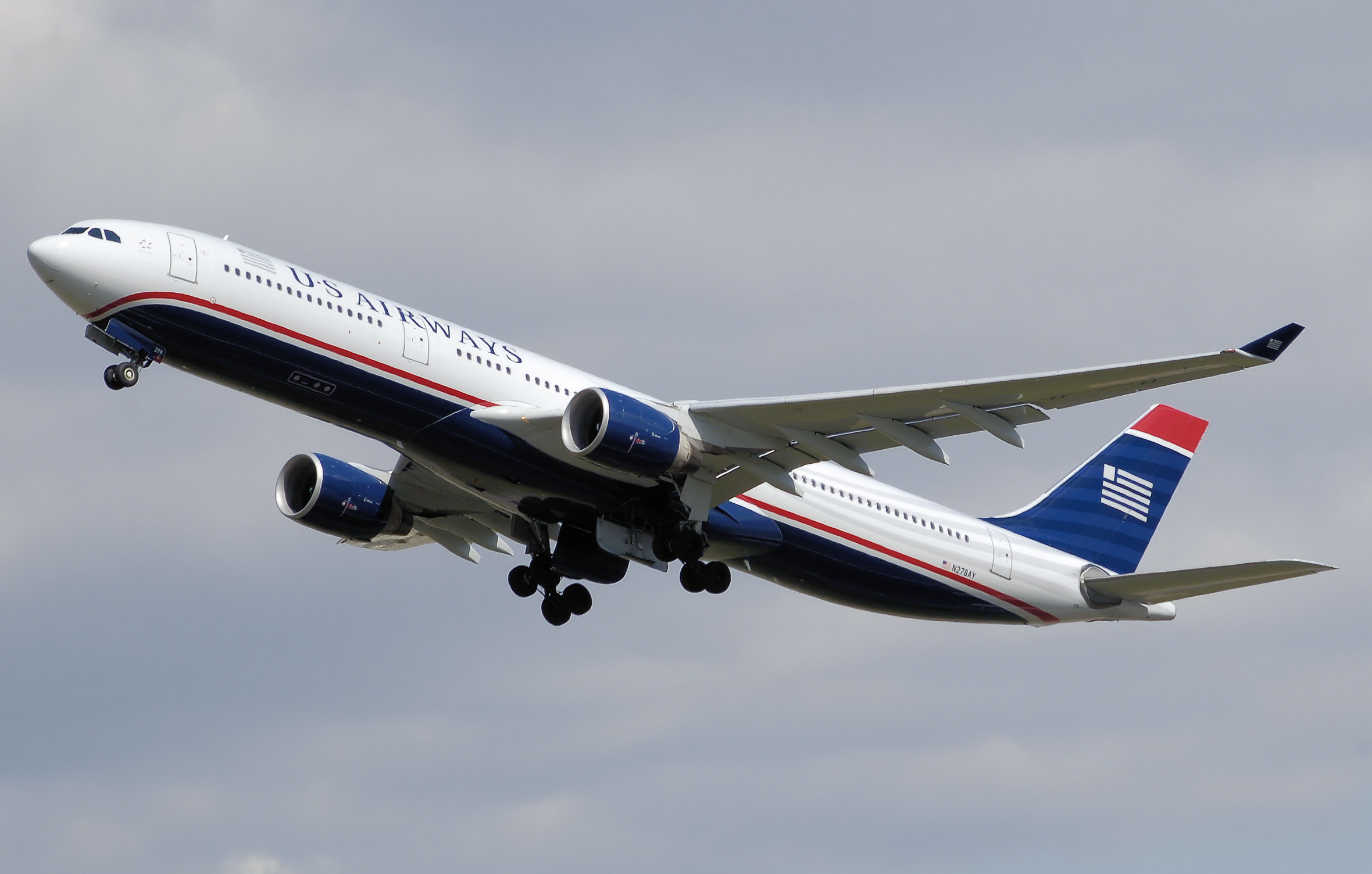
Un A330-300, la variante original, de US Airways despegando.

El A330-300 se basa en una ampliación del fuselaje del A300 de 63,69 m (208,96 pies) de largo, pero con nuevas alas, estabilizadores y sistemas fly-by-wire. El -300 transporta a 295 pasajeros en una configuración de cabina de tres clases, 335 en dos clases, o 440 en configuración de clase única. Tiene un alcance de 10 500 km (5670 nmi). Tiene una mayor capacidad de carga, en comparación con los primeros Boeing 747. Su potencia es aportada por una opción de motores a elegir entre dos General Electric CF6-80E, Pratt & Whitney PW4000, o Rolls-Royce Trent 700, todos ellos ratificados para ETOPS-180. El -300 entró en servicio en enero de 1994.
En diciembre de 2011, 554 -300 habían sido pedidos, 384 de ellos habían sido entregados, con 382 en operación. El precio de catálogo en 2011 es de 222,5 millones de dólares. Sus competidores directos son el Boeing 777-200 y el McDonnell Douglas MD-11, este último ya fuera de producción. Airbus tiene previsto un incremento de dos toneladas en el peso bruto máximo del -300.

### A330neo
El Airbus A330neo es una actualización de la familia A330, con los nuevos motores Rolls-Royce Trent 7000 y otras mejoras.

#### A330-800neo
El Airbus A330-800neo reemplazará directamente el Airbus A330-200. Se contará con la próxima generación Rolls Royce Trent 7000 motores y winglets de estilo A350. El avión está programado para entrar en servicio a principios de 2020 con Kuwait Airways que ha comprado 8 unidades.

#### A330-900neo
El Airbus A330-900neo usa un 14 % menos de combustible que A330-300 en función de cada asiento, además de contar con 10 asientos más (310 asientos en total) obtenidos con una reconfiguración de interiores para ahorrar espacio. Al igual que el -800neo, que estará equipado con motores Trent 7000. Se espera que el -900neo para entrar en servicio a finales de 2017. AirAsia X se convirtió en el cliente de lanzamiento mediante la firma de un Memorando de Entendimiento (MOU) para 50 de los A330-900neo en el 2014 Farnborough International Airshow. La Aerolínea Delta Air Lines ha encargado a Airbus un total de 25 A330-900neo para reemplazar su flota de medio-largo alcance y será la aerolínea de lanzamiento del tipo. La compañía de leasing ALC ha comprado 25 unidades valuados en 6890 millones de dólares.

### A330-200F

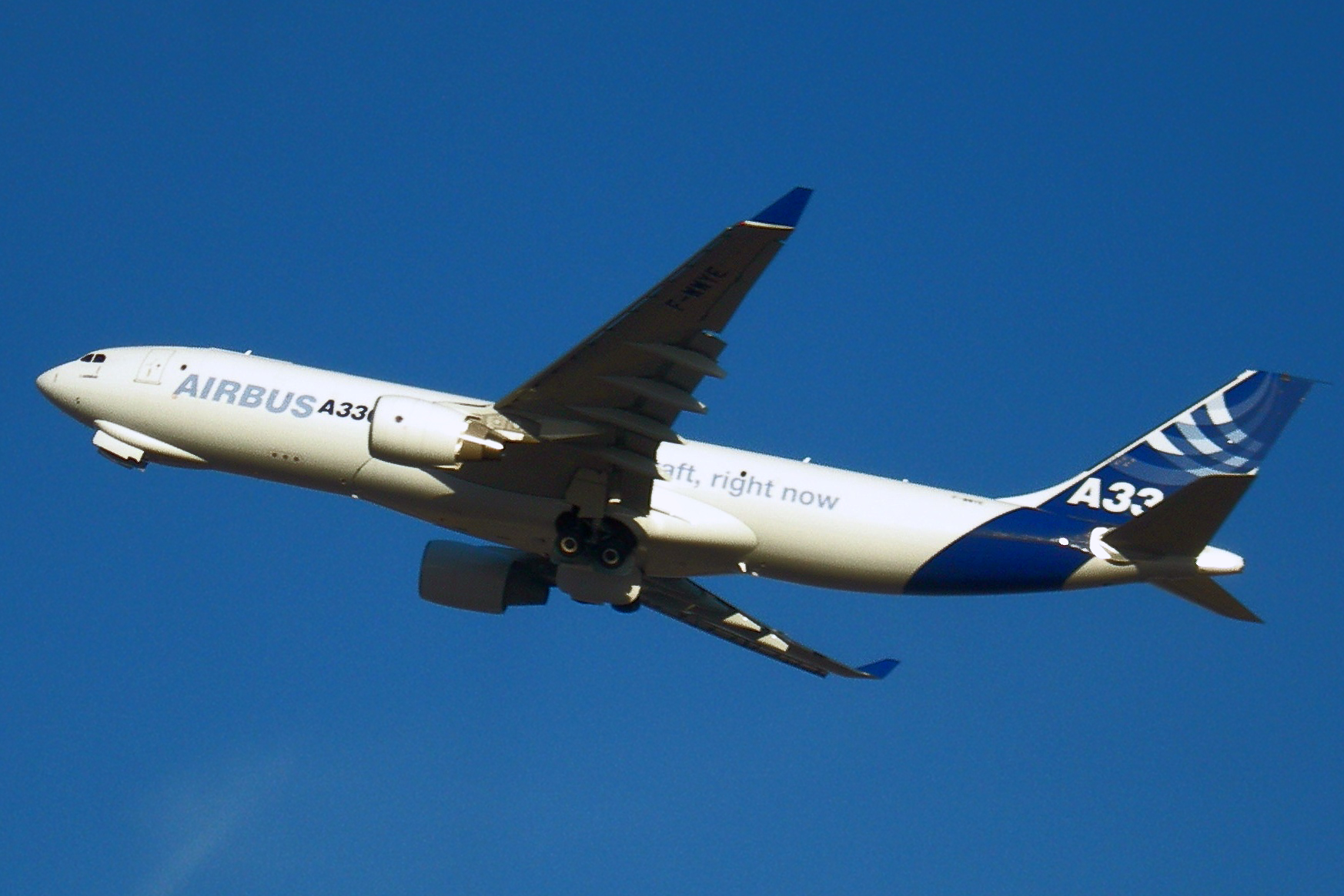
El primer Airbus A330-200F durante el ascenso, con el tren todavía plegándose. El bulbo bajo el morro sirve para dar cabida al tren de la nariz que es más alto, que fue añadido para corregir la actitud de “nariz abajo” inherente de las versiones de pasajeros.

El A330-200F es un avión carguero derivado del A330-200 capaz de transportar hasta 65 000 kg (143 301 lb) a unos 7400 km (3996 nmi) o hasta 70 000 kilogramos (154 324 lb) a unos 5900 km (3186 nmi). Para solventar el ángulo de cuerpo estándar de “nariz abajo” de los A330 en tierra, el A330F utilizó una configuración de tren de morro revisada para proporcionar un piso nivelado durante la carga y descarga de mercancías. El tren normal del A330-200 es utilizado, pero dado que la distancia al fuselaje se ha incrementado, requiere del distintivo blíster en el morro para poder acomodar el tren de la nariz. La potencia es proporcionada por dos motores Pratt & Whitney PW4000 o Rolls-Royce Trent 700. General Electric no tiene previsto ofrecer un motor para el A330-200F.
En diciembre de 2011, Airbus había entregado nueve de los cincuenta y un aviones pedidos hasta la fecha. El precio de catálogo es de 203,6 millones de dólares. Así como los nuevos cargueros construidos, Airbus ha propuesto la conversión de aviones de pasajeros a cargueros en los aviones -200 ya existentes. El A330-200F tiene un tamaño intermedio entre el 767-300F y el 777F.

### A330-200HGW
En 2008, Airbus presentó sus planes para una versión de mayor peso bruto del A330-200 que pudiese competir de manera más efectiva contra el Boeing 787 Dreamliner. El A330-200HGW a construir tiene un aumento de cinco toneladas de peso máximo al despegue, lo que permite un aumento del alcance de 560 kilómetros (302 nmi) y un aumento de la carga útil de 3400 kilogramos (7496 lb). Korean Air se convirtió en su primer cliente el 27 de febrero de 2009, haciendo un pedido por seis -200HGWs. Las entregas de los primeros aviones tuvieron lugar en 2010.

### Conversión de A330 a carguero
En 2012, Airbus anunció sus planes para crear un programa de conversión de aviones de pasajeros a carga con ST Aerospace. El A330-300 (en primer lugar) y el -200 (un año más tarde) formarán parte del programa P2F. Los trabajos de conversión serán llevados a cabo principalmente en Dresde, Alemania. Qatar Airways ha mostrado interés en el programa. Se espera que los aviones comiencen a entrar en servicio en 2016.
La variante A330-300P2F tiene una capacidad de carga útil de 60 toneladas con un alcance de 2200 millas náuticas (4000 km) o 61 toneladas con un alcance de 3600 millas náuticas (6600 km) para las variantes de mayor peso al despegue. Airbus estima la demanda de mercado para conversiones en unas 900 unidades durante los próximos veinte años.

### A330-700L (Beluga XL)
El Airbus Beluga XL (Airbus A330-700L) es un gran avión de transporte que entró en servicio en 2019. Se basa en A330-200(sección de la nariz), A330-300 (sección de la cola) y el A330-200F (suelo del compartimento de carga) para ser el sucesor del Airbus Beluga ST. El XL tiene una extensión de 1 metro en la parte superior del fuselaje como el Beluga. Está siendo diseñado, construido y es operado por Airbus para mover los componentes de aeronaves sobredimensionadas que fabrican.

### Variantes militares

#### Airbus A330 MRTT

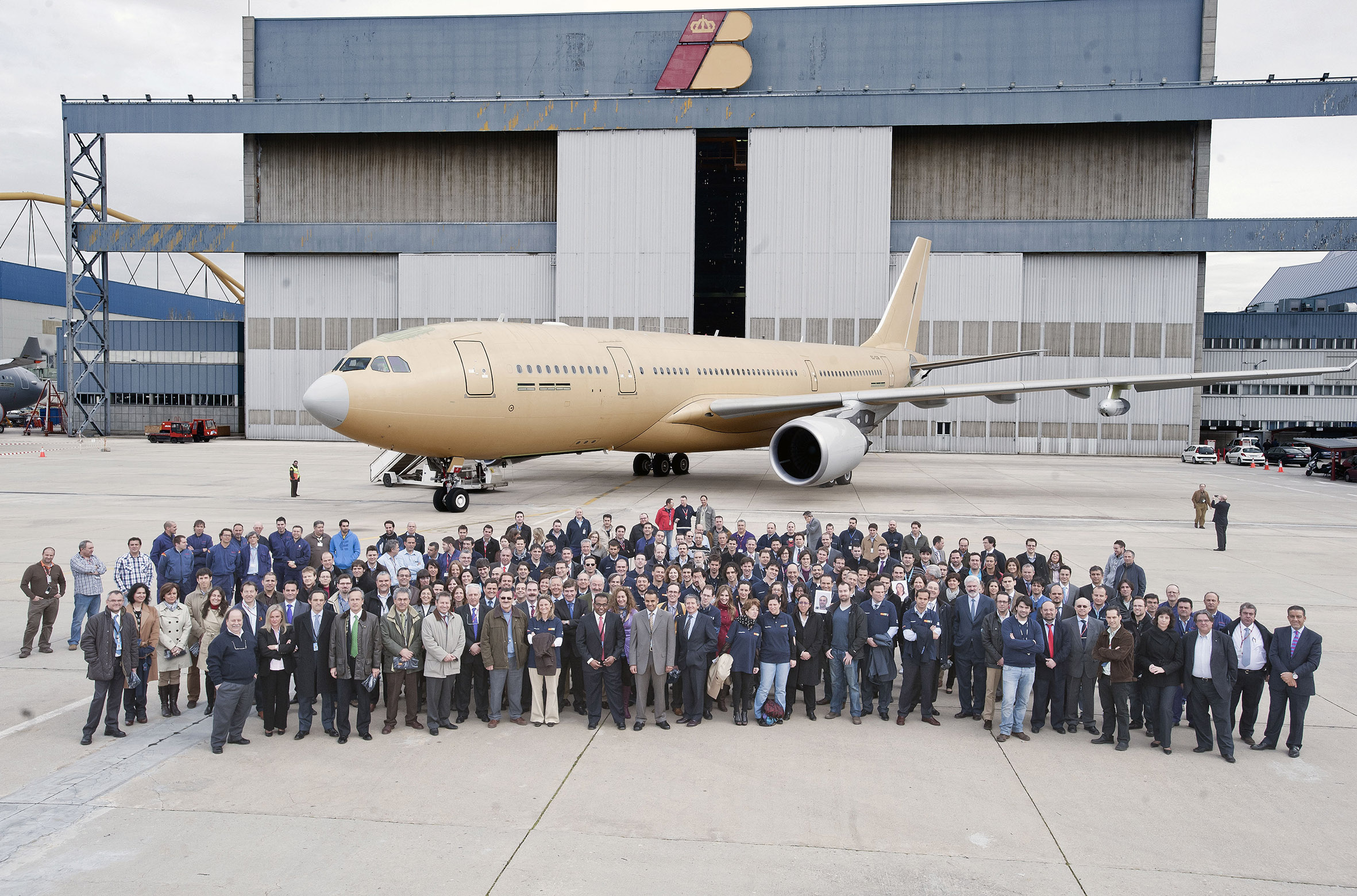
Un equipo del personal de ingeniería de Iberia Mantenimiento reunido frente a un A330 MRTT convertido a partir de un A330-200.

El Airbus A330 MRTT es la versión del avión dedicada a la operación como cisterna y transporte de tipo multimisión (en inglés: Multi-Role Transport and Tanker/MRTT) del A330-200, diseñado para el reabastecimiento en vuelo y el transporte estratégico. En junio de 2011, se habían efectuado 28 pedidos en total para el A330 MRTT por parte de las fuerzas aéreas de Australia, Arabia Saudita, los Emiratos Árabes Unidos, y el Reino Unido.

#### EADS/Northrop Grumman KC-45
El EADS/Northrop Grumman KC-45 fue una versión propuesta del A330 MRTT para el programa KC-X de repostaje aéreo de la Fuerza Aérea de los Estados Unidos (USAF). En febrero de 2008, la USAF eligió el avión para reemplazar a los Boeing KC-135 Stratotanker. El proceso de reemplazo fue puesto en duda, con acusaciones de corrupción, y alegaciones de favoritismo. En julio de 2010, EADS presentó un contrato de aviones cisterna a la USAF sin Northrop Grumman como asociado. Sin embargo, el 24 de febrero de 2011, la USAF eligió la propuesta del Boeing KC-767, más tarde renombrado como KC-46, como la ganadora por su coste inferior.

### Variantes no desarrolladas

#### A330-200Lite
Para competir con el Boeing 787 Dreamliner, Airbus ofreció una derivación con cambios mínimos llamado A330-200Lite en 2004. Como el nombre indica, esta variante propuesta tendría un peso máximo en despegue inferior de 202 000 kilogramos (445 334 lb), dotado de los mismos motores, dotándolo de un alcance de 7400 km (3996 nmi). El avión fue apoyado por Singapore Airlines, que estaba mirando de reemplazar sus Airbus A310-300. La variante serviría también para reemplazar a los Airbus A300-600R y a los primeros Boeing 767. Las aerolíneas, sin embargo, no estaban satisfechas con el avión comprometido; la compañía decidió por ello embarcarse en un proyecto de un avión completamente nuevo, el A350 XWB.

#### A330-300HGW
En 2000, fue anunciado que Airbus tenía en estudio una versión del A330-300 con un mayor peso bruto. Fue llamado A330-300HGW y tendría un peso en despegue de 240 000 kilogramos (529 110 lb), 7000 kilogramos (15 432 lb) por encima del peso del -300 estándar. La versión tendría unas alas reforzadas y capacidad de combustible adicional con un tanque de combustible en la sección central de 41 600 litros. El alcance del A330-300HGW se veía aumentado así a más de 11 000 km (5940 nmi). Entre aquellos que mostraron interés estaban la compañía de leasing ILFC, dado que se trataba de un avión que podía efectuar vuelos desde la costa oeste de los Estados Unidos a Europa.
La potencia sería aportada por los mismos tres motores ofrecidos para los otros dos modelos del A330 de pasajeros. Airbus también consideró usar el nuevo motor Engine Alliance GP7000 para el A330-300HGW, que también iba a ser la primera aplicación del engine en un bimotor. El -300HGW iba a entrar en servicio comercial en 2004. Sin embargo, el programa no fue lanzado y desapareció sigilosamente. El A330 de 240 toneladas iba a reaparecer años más tarde cuando Airbus anunció en el Festival Aéreo de Farnborough de 2012 que iba a disponer de una opción de este tipo tanto para el A330-300 como para el A330-200.

#### A330-500
También conocido como el A330-100, el A330-500 fue una propuesta reducida de la versión A330-200 lanzada en julio de 2000 en el Festival Aéreo de Farnborough, con ocho secciones de fuselaje retirado, cuatro por delante y cuatro por detrás del ala. Esto le permitiría acomodar a 222 pasajeros. El peso máximo en despegue del -500 iba a ser de 228 000 kilogramos (502 654 lb), un descenso de 5000 kilogramos (11 023 lb) respecto del A330-200, lo que le permite un alcance de 12 970 km (7003 nmi). Una subvariante más ligera, de 195 000 kilogramos (429 902 lb), podía volar hasta 8060 km (4352 nmi). El avión iba a tener un cinco por ciento mejor de consumo específico de combustible que el A300-600, ya fuese con motores CF6-80G2, PW4000, o Trent 500.
Entre los clientes planeados estaban ILFC, CIT Aerospace, Lufthansa, y Hapag-Lloyd. Los dos últimos, sin embargo, no quedaron impresionados con la variante de largo alcance, prefiriendo un avión de corto alcance, que se ajustaba mejor a su estructura de ruta. Singapore Airlines fue también un posible cliente porque estaba buscando el reemplazo para sus A310. Airbus intentó finalizar el diseño en 2001, estando previsto el primer vuelo para el tercer trimestre de 2003 y entrada en servicio en un año. El programa fue más tarde abandonado, cuando el interés de los clientes decayó.

## Operadores
A diciembre de 2019, hay un total de 1301 unidades de todas las variantes del A330 en servicio. Los principales operadores son: (no incluye Airbus A330neo) Nota: Avianca ya no  opera los airbus 330, excepto Avianca cargo que sí los opera.

### Operadores Civiles
- Turkish Airlines (58)[1]

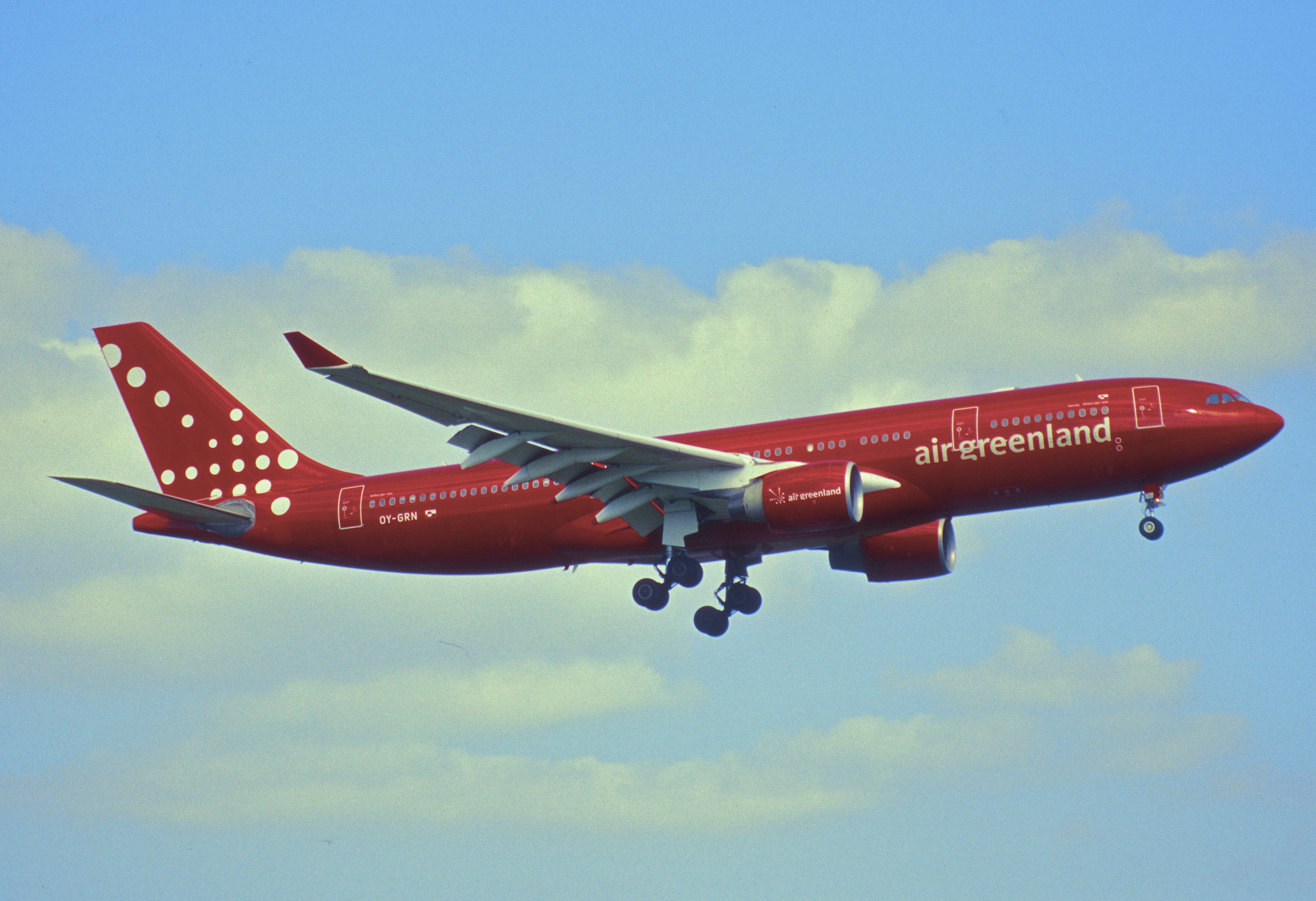
A330-223 de Air Greenland en el aeropuerto de Zúrich.

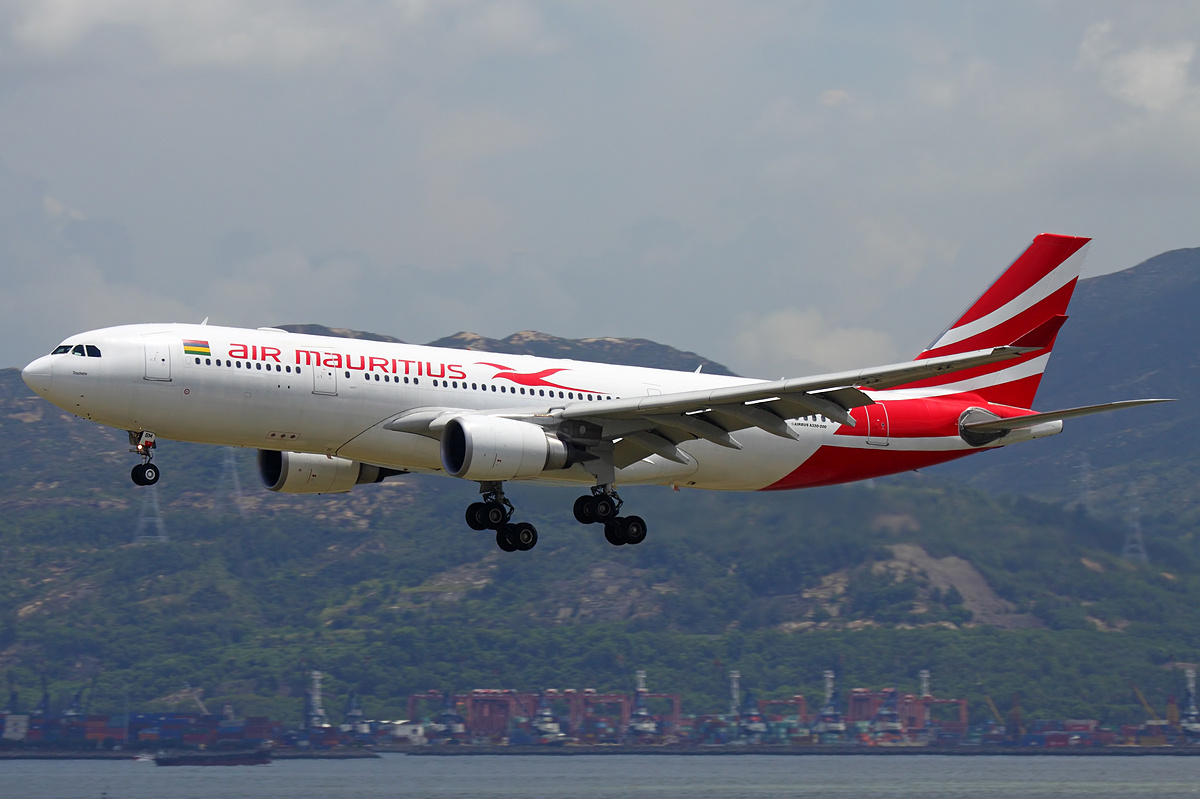
A330-200 de Air Mauritius aproximando al aeropuerto Chek Lap Kok.

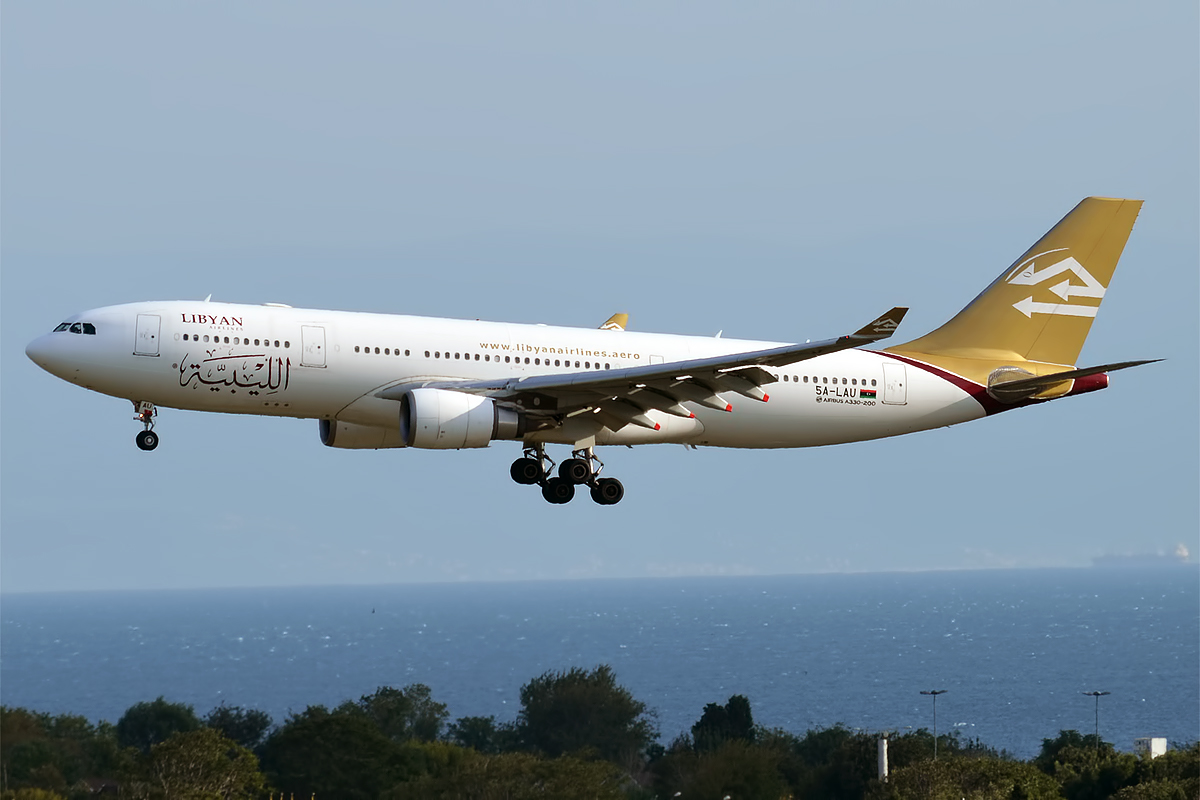
A330-200 de Libyan Airlines.

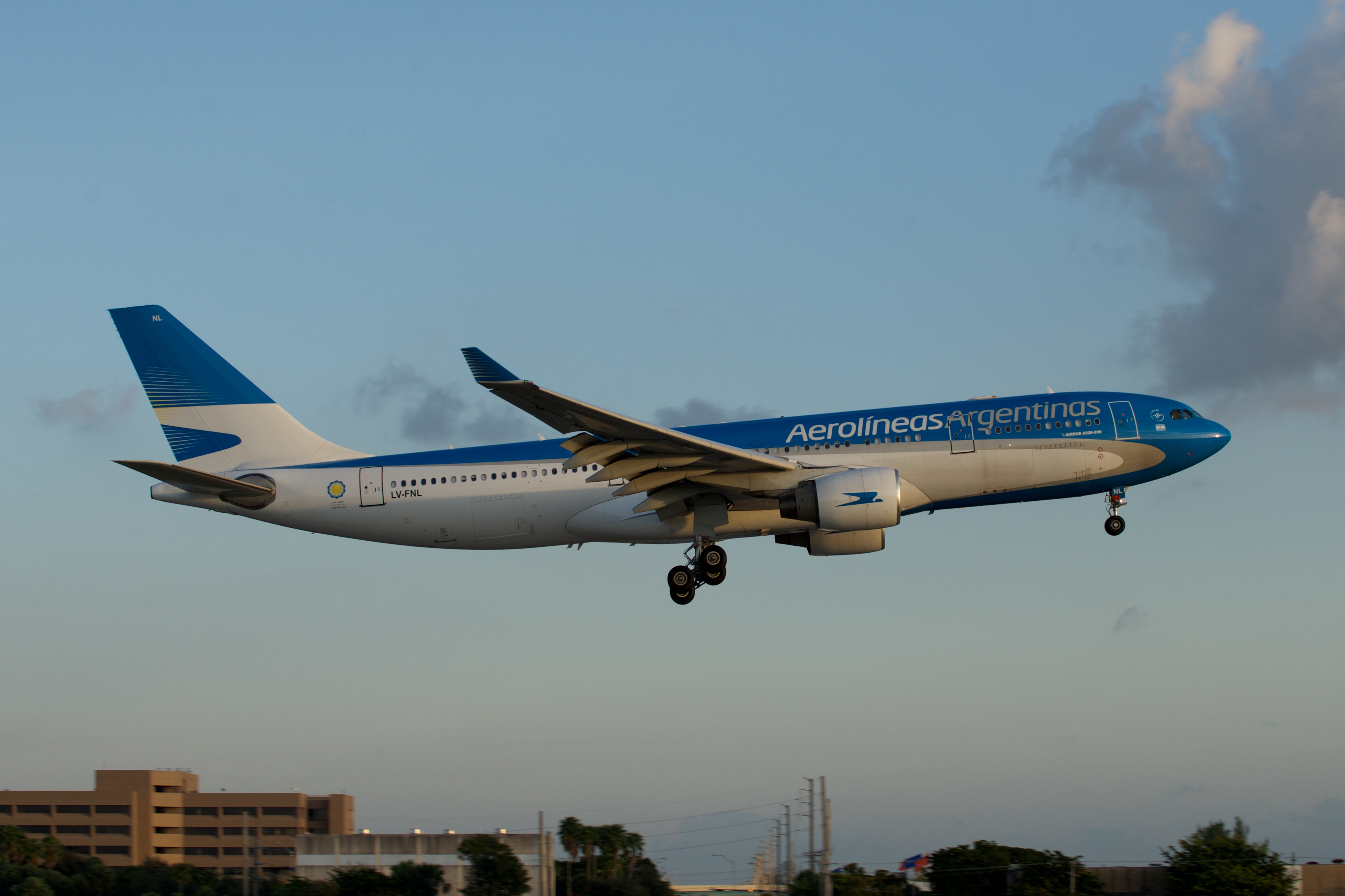
A330-200 de Aerolíneas Argentinas, aterrizando en el Aeropuerto Internacional de Miami.

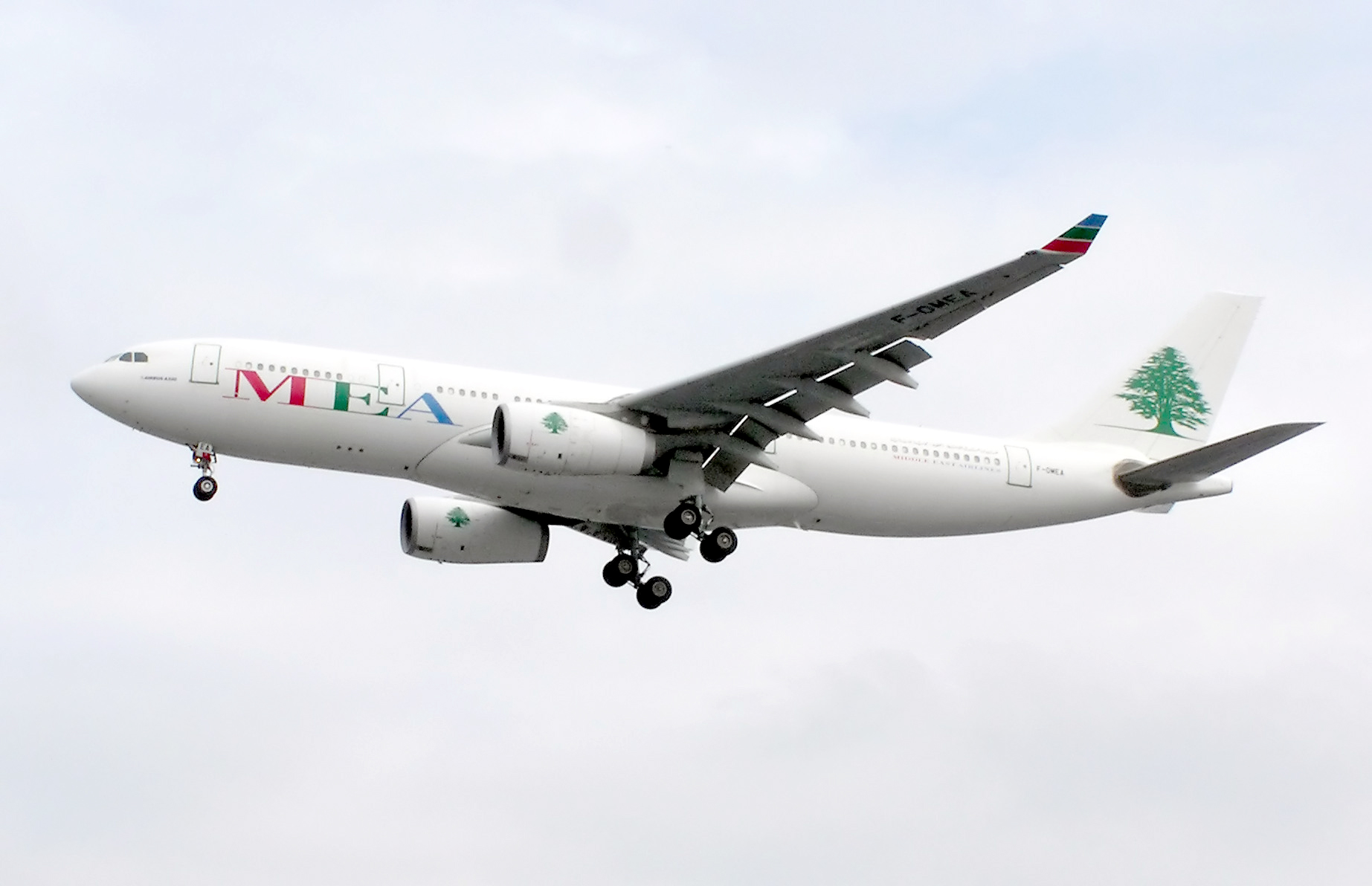
A330-243 de Middle East Airlines aterrizando en el aeropuerto de Heathrow.

- China Eastern Airlines (56)[157]
- Air China (47)[158]
- Cathay Pacific (42)[159]
- Delta Air Lines (42)[160]
- Saudia (36)[161]
- China Southern Airlines (28)[162]
- Korean Air (28)[163]
- Qantas (28)[164]
- Hainan Airlines (27)[165]
- Hawaiian Airlines (25)[166]
- Malaysia Airlines (24)[167]
- Hong Kong Airlines (22)[168]
- Garuda Indonesia (22)[169]
- Iberia (22)[170]
- Sichuan Airlines (17)[171]
- China Airlines (17)[172]
- Air Canada (17)[173]
- Air Transat (15)[174]
- American Airlines (15)[175]
- Asiana Airlines (15)[176]
- Air France (15)[177]
- AirAsia X (14)[178]
- Philippine Airlines (14)[179]
- Swiss International Airlines (14)[180]
- Aer Lingus (13)[181]
- Beijing Capital Airlines (12)[182]
- Discover Airlines (12)[183]
- Qatar Airways (12)[184]
- Aeroflot (12)[185]
- Srilankan Airlines (12)[186]
- EVA Air (12)[187]
- Egyptair (11)[188]
- Lufthansa (11)[189]
- KLM (11)[190]
- Wamos Air (10)[191]
- Aerolíneas Argentinas (10)[192]
- Virgin Atlantic Airways (10)[193]
- RAF (10)
- Aerolíneas Argentinas (9)[194]
- Brussels Airlines (9)[195]
- Lion Air (8)[196]
- Scandinavian Airlines System (8)[197]
- Thai AirAsia X (8)[198]
- I-Fly (8)[199]
- Finnair (8)[200]
- Air Algérie (8)[201]
- Oman Air (7)[202]
- VietJet Air (7)[203]
- ITA Airways (7)[204]
- SmartLynx Malta (7)[205]
- Avianca Cargo (6)[206]
- Maleth-Aero (6)[207]
- SmartLynx Airlines (6)[208]
- Air Hong Kong (6)[209]
- Shenzhen Airlines (6)[210]
- Tianjin Airlines (6)[211]
- Azul Linhas Aéreas Brasileiras (5)[212]
- MNG Airlines (5)[213]
- Condor Flugdienst (5)[214]
- Hi Fly Malta (5)[215]
- Air Belgium (5)[216]
- Nordwind Airlines (5)[217]
- EAT Leipzig (5)[218]
- Air Caraïbes (5)[219]
- Corsair International (5)[220]
- Level (5)[221]
- Tibet Airlines (5)[222]
- National Airlines (N8) (4)[223]
- Lucky Air (4)[224]
- Flynas (4)[225]
- Boliviana de Aviación (3)[226]
- Middle East Airlines (4)[227]
- Fiji Airways (4)[228]
- AELF FlightService (4)[229]
- Cathay Dragon (4)[230]
- CMA CGM Air Cargo (3)[231]
- RwandAir (3)[232]
- Kuwait Airways (3)[233]
- Thai Airways (3)[234]
- Jet2.com (3)[235]
- Plus Ultra Líneas Aéreas (3)[236]
- Iberojet (3)[237]
- T'way Airlines (3)[238]
- Heston Airlines (3)[239]
- MAS Air (3)[240]
- TAP Air Portugal (3)[241]
- Serene Air (3)[242]
- Singapore Airlines (3)[243]
- EgyptAir Cargo (3)[244]
- Level France (3)
- Aircalin (3)
- GullivAir (2)[245]
- Airhub Airlines (2)[246]
- Batik Air (2)[247]
- Uzbekistan Airways (2)[248]
- Turkmenistan Airlines (2)[249]
- Libyan Airways (2)[250]
- Air Serbia (2)[251]
- Galistair Malta (2)[252]
- flyCAA (2)[253]
- Correos (2)[254]
- Southwind Airlines (2)[255]
- Sunclass Airlines (2)[256]
- Luke Air (2)[257]
- Jordan Aviation (2)[258]
- Nepal Airlines (2)[259]
- Tunisair (2)[260]
- Iran Air (2)[261]
- Hifly (2)
- Sky Cana (2)[262]
- ASL Airlines Ireland (1)[263]
- San Marino Executive Aviation (1)[264]
- DHL Air UK (1)[265]
- Amazon Prime Air (1)[266]
- Air Mauritius (1)[267]
- Batik Air Malaysia (1)[268]
- Fly Gangwon (1)[269]
- Hans Airways (1)[270]
- Air Anka (1)[271]
- Yemenia (1)[272]
- AMAC Aerospace (1)[273]
- Sky Prime (1)[274]
- Titan Airways (1)[275]
- GEODIS Air Network (1)[276]
- Aer Lingus UK (1)[277]
- AirAsia (1)[278]
- Aura Airlines SL (1)[279]
- Comlux Aruba (1)[280]
- Shanghai Airlines (1)[281]
- Wizz Air (1)[282]
- South African Airways (1)[283]
- Iraqi Airways (1)[284]
- Orbest Portugal (1)[285]

### Operadores Militares
- Ejército del Aire y del Espacio (1) (dos más a entregar, todos serán convertidos en Airbus A330 MRTT) - ex-Iberia
- Ejército del Aire y del Espacio (4)[286] (a convertir en Airbus A330 MRTT)

### Antiguos operadores

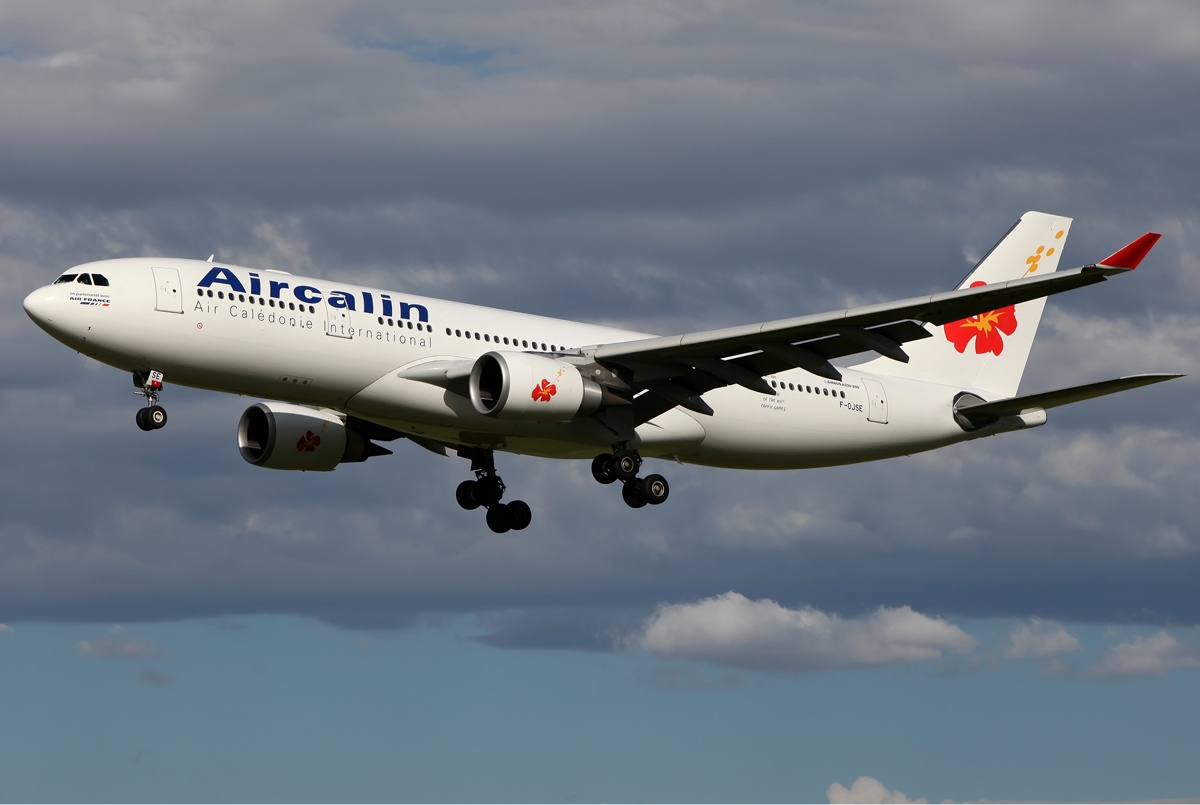
A330-202 de Aircalin en el Aeropuerto Internacional Tullamarine.

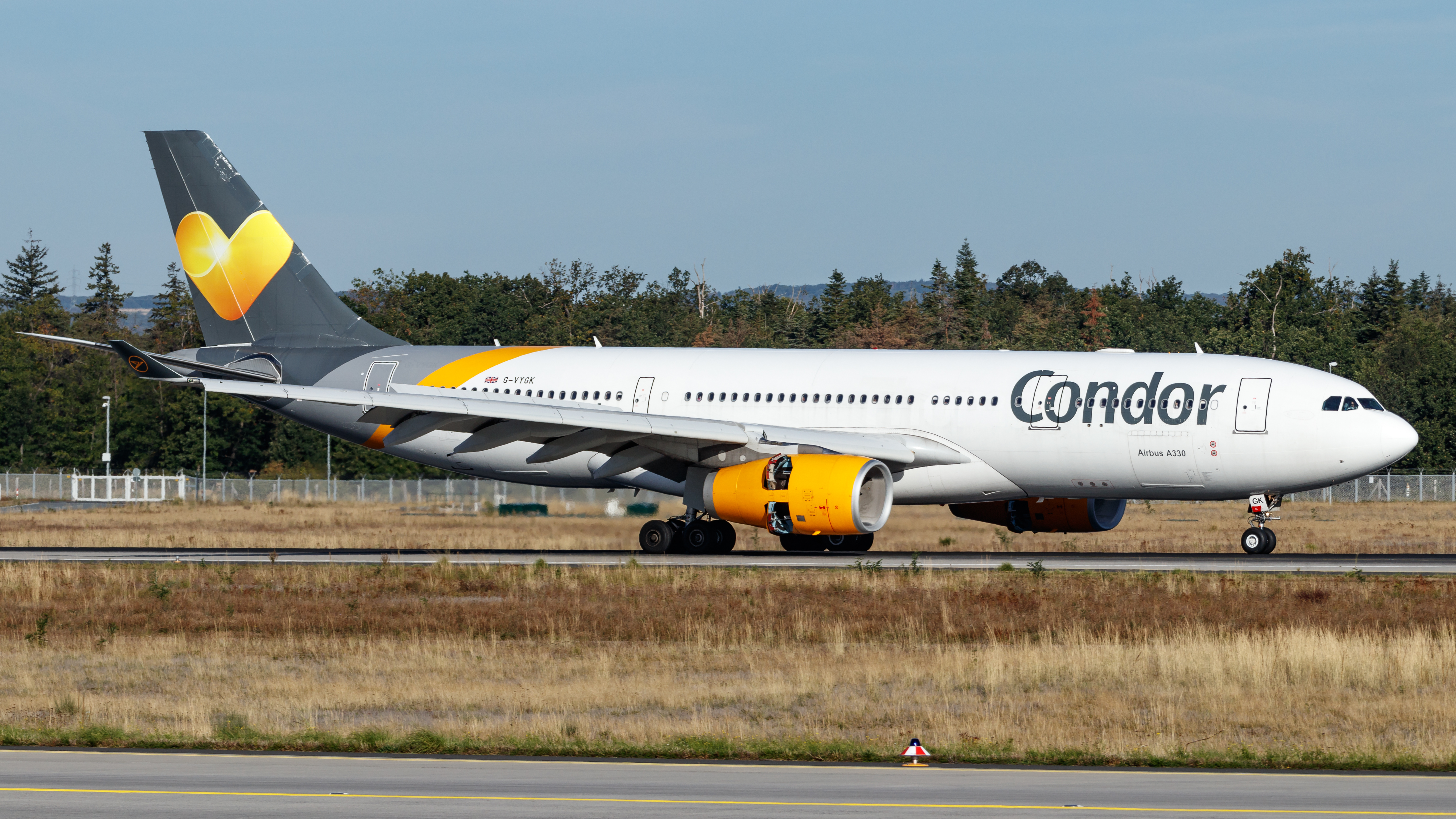
A330-243 de Condor en el aeropuerto de Fráncfort.

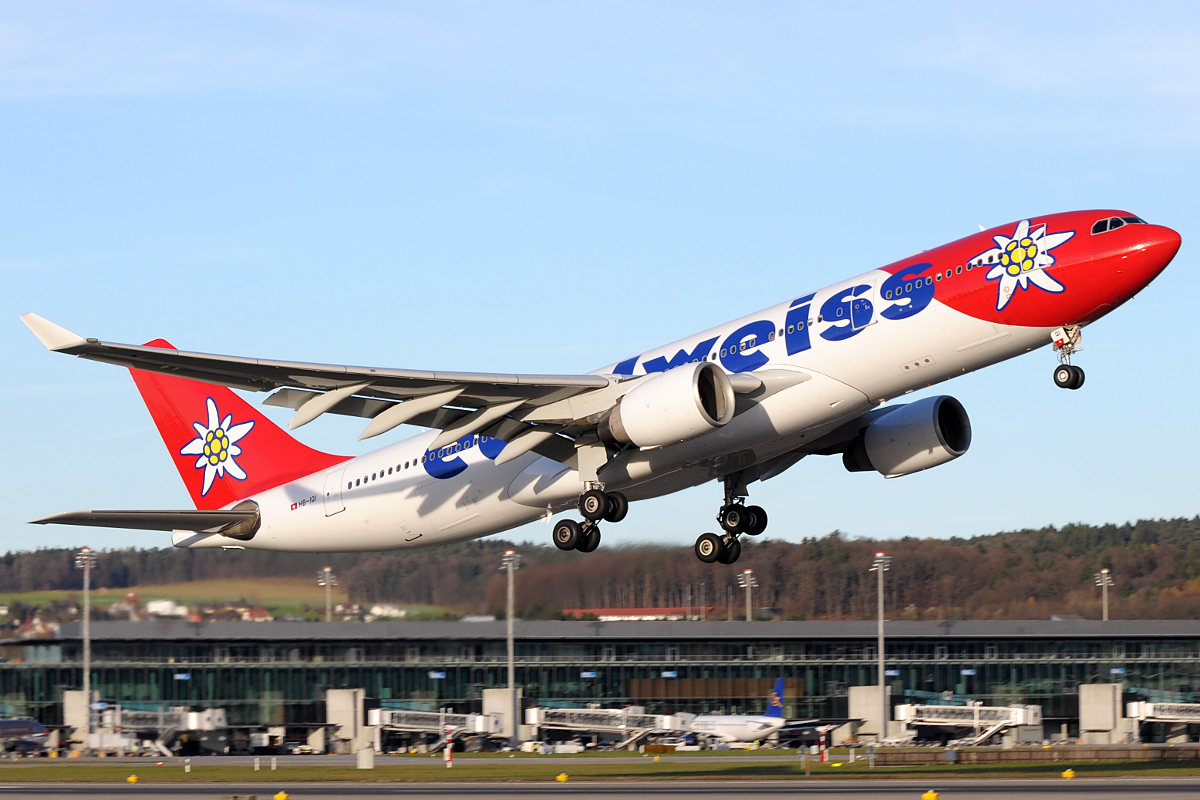
A330-223 de Edelweiss Air despegando del aeropuerto de Zúrich.

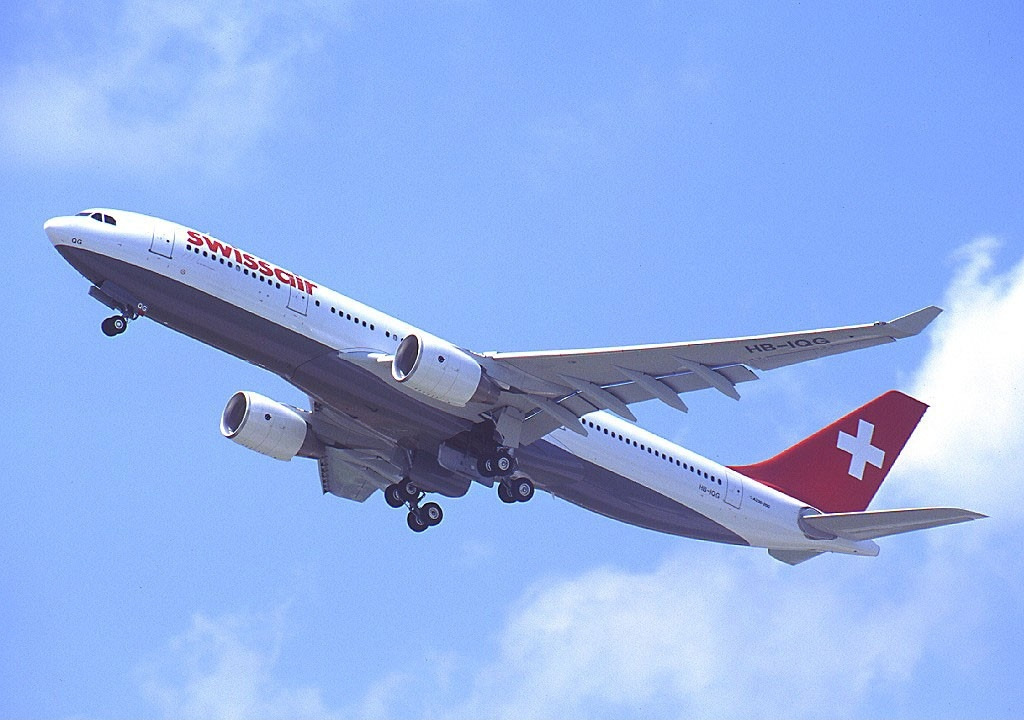
A330-223 de Swissair.

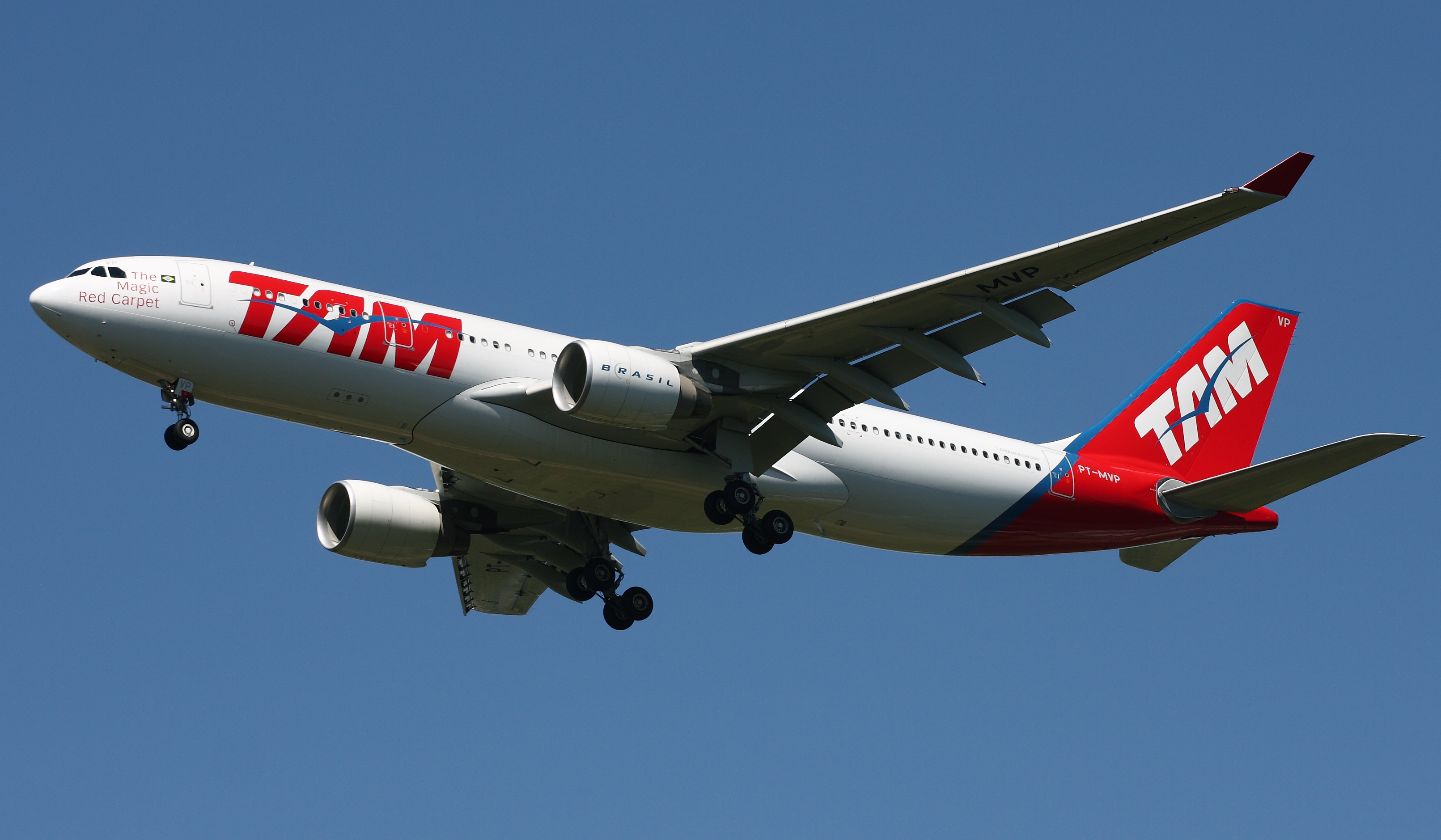
Airbus A330-223 de TAM Linhas Aereas con motores PW4168.

#### África
Egipto
- AlMasria Universal Airlines (1)[287]

 Namibia
- Air Namibia (2)[288]

 Nigeria
- Arik Air (3)[289]
- Air Peace (1)[290]

 Seychelles
- Air Seychelles (2)[291]

 Túnez
- Syphax Airlines (1)[292]

#### América
Bolivia
- Boliviana de Aviación (1)[293]

 Chile
- LATAM Chile (2)

 Ecuador
- TAME (1)[294]

 Estados Unidos
- Ryan International Airlines (2)[295]

 Perú
- Avianca Perú (1)[296]

 México
- Mexicana de Aviación (2)

 El Salvador
- TACA (2)

 Colombia
- Avianca (12)

#### Asia
Arabia Saudita
- Midroc Aviation (1)[297]

 Bangladés
- Biman Bangladesh Airlines (2)[298]

 Baréin
- Gulf Air (12)[299]

 EAU
- Etihad Airways (42)[300]
- Emirates (29)[301]

 Filipinas
- Cebu Pacific Air (8)[302]

 India
- Air India (2)[303]

 Israel
- Israir (1)[304]

 Japón
- Skymark Airlines (5)[305]

 Jordania
- Royal Jordanian (3)[306]

 Mongolia
- MIAT Mongolian Airlines (1)[307]

 Pakistán
- Pakistan International Airlines (1)[308]

 Tailandia
- Thai Lion Air (3)[309]

 Vietnam
- Vietnam Airlines (13)[310]

#### Oceanía
Australia
- Jetstar Airways (11)[311]
- Virgin Australia (8)[312]

 Nueva Caledonia
- Aircalin (2)[313]

#### Europa
Alemania
- Eurowings (12)[314]
- SunExpress Deutschland (7)[315]

 Austria
- Austrian Airlines (4)[316]

 Bélgica
- Sabena
- TUI fly Belgium (1)[317]

 Bulgaria
- BH Air (1)[318]

 España
- Air Europa (17)[319]
- World2fly (1)[320]

 Francia
- XL Airways France (15)[321]
- Aigle Azur (2)[322]
- French Bee (1)[323]

 Groenlandia
- Air Greenland (1)[324]

 Islandia
- Air Atlanta Icelandic (1)[325]

 Italia
- Alitalia (14)[326]
- Air Italy (5)[327]
- Blue Panorama Airlines (2)[328]

 Lituania
- GetJet Airlines (1)[329]

 Malta
- Comlux Malta (1)[330]

 Noruega
- Norwegian Air Shuttle (1)[331]

 Portugal
- Azores Airlines (1)[332]
- White Airways (1)[333]

 Reino Unido
- Thomas Cook Airlines (16)[334]
- Jet2.com (2)[235]

 República Checa
- Czech Airlines (1)[335]

 Rusia
- Vladivostok Air (3)[336]

 Suecia
- Novair (6)[337]

 Suiza
- Edelweiss Air (4)[338]
- Swissair

 Turquía
- Onur Air (17)[339]
- AtlasGlobal (6)[340]
- Corendon Airlines (1)[341]

 Ucrania
- Windrose Airlines (3)[342]

## Pedidos y entregas
|           | Pedidos | Pedidos   | Entregas | Entregas | Entregas | Entregas | Entregas | Entregas | Entregas | Entregas | Entregas | Entregas | Entregas | Entregas | Entregas | Entregas | Entregas | Entregas | Entregas | Entregas | Entregas | Entregas | Entregas | Entregas | Entregas | Entregas | Entregas | Entregas |      |
| Modelo    | Total   | Pendiente | Total    | 2018     | 2017     | 2016     | 2015     | 2014     | 2013     | 2012     | 2011     | 2010     | 2009     | 2008     | 2007     | 2006     | 2005     | 2004     | 2003     | 2002     | 2001     | 2000     | 1999     | 1998     | 1997     | 1996     | 1995     | 1994     | 1993 |
| A330-200  | 659     | 34        | 625      | 6        | 16       | 21       | 30       | 28       | 43       | 37       | 40       | 32       | 38       | 49       | 42       | 39       | 29       | 25       | 19       | 36       | 16       | 27       | 40       | 12       |          |          |          |          |      |
| A330-200F | 42      | 4         | 38       | 0        | 2        | 3        | 3        | 5        | 8        | 8        | 4        | 5        |          |          |          |          |          |          |          |          |          |          |          |          |          |          |          |          |      |
| A330-300  | 786     | 43        | 743      | 10       | 49       | 42       | 70       | 75       | 57       | 56       | 43       | 50       | 38       | 23       | 26       | 23       | 27       | 22       | 12       | 6        | 19       | 16       | 4        | 11       | 14       | 10       | 30       | 9        | 1    |
| Total     | 1.487   | 81        | 1.390    | 16       | 67       | 66       | 103      | 108      | 108      | 101      | 87       | 87       | 76       | 72       | 68       | 62       | 56       | 47       | 31       | 42       | 35       | 43       | 44       | 23       | 14       | 10       | 30       | 9        | 1    |

Datos al 30 de junio de 2018 (la tabla no incluye datos de Airbus A330neo).

## Accidentes e incidentes

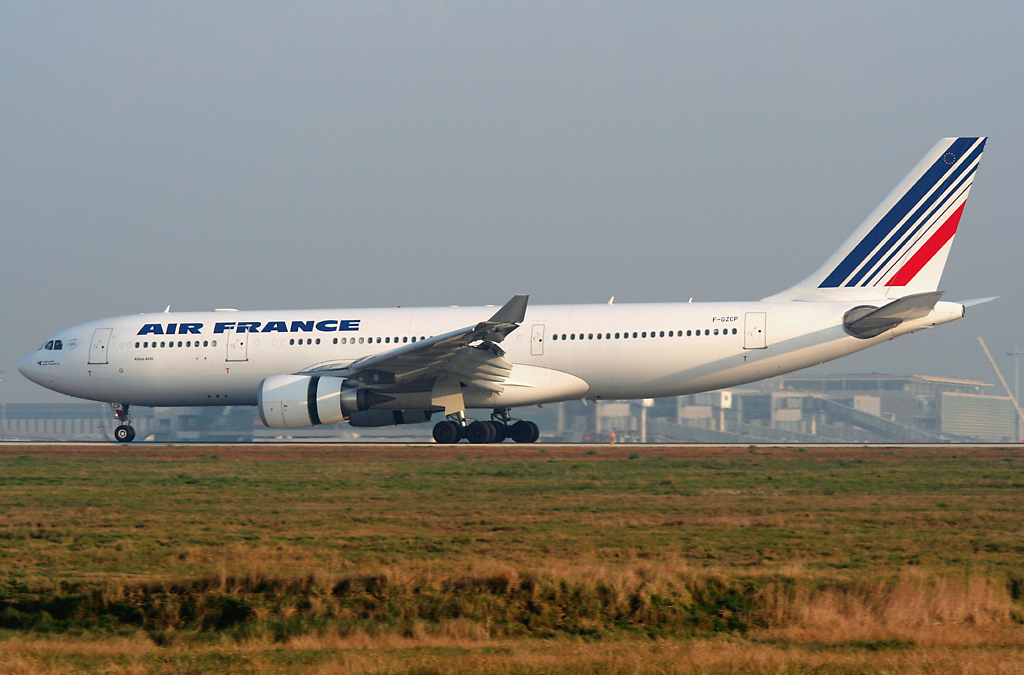
El A330 F-GZCP de Air France accidentado durante el vuelo 447.

Hasta febrero de 2012, distintos Airbus A330 habían estado involucrados en 13 incidentes, de diversa gravedad, en los que por lo menos seis aviones fueron completamente perdidos o destruidos. En total se calculan unas 339 víctimas mortales. La mayoría de estas corresponden al Vuelo 447 de Air France, accidentado el 1 de junio de 2009.
- El 30 de junio de 1994, el vuelo 129 de Airbus Industries, un A330 se estrelló en Toulouse (Francia), durante un vuelo de prueba en el que se pretendía simular la falla de uno de sus dos motores durante el despegue, muriendo las 7 personas a bordo.[346][347]

- El 15 de marzo de 2000, un A330-300 de 6 años de antigüedad de Malaysia Airlines fue severamente dañado por un producto químico muy corrosivo que estaba siendo transportado en un vuelo desde la capital china de Pekín hacia la malaya de Kuala Lumpur. El líquido corrosivo (cloruro de oxalilo) había sido incorrectamente declarado como el sólido no tóxico hidroxiquinolina. Dieciocho latas contenedoras de esa sustancia estaban siendo transportados vía Kuala Lumpur a la ciudad india de Chennai (Madrás). Cinco trabajadores aeroportuarios enfermaron mientras estaban descargando maletas del avión en Kuala Lumpur, ya que algunos contenedores habían perdido parte de su contenido, desparramándose por sobre la bodega de carga de la aeronave. Esto resultó en un daño masivo de corrosión que se extendió hacia distintas partes del fuselaje, de la estructura alar y hasta del tren de aterrizaje. La aeronave fue en consecuencia declarada como destruida.[348] Finalmente, el 12 de junio de 2007, una corte judicial de Pekín ordenó que la China National Chemical Construction Corporation, dueña de la carga transportada, pagase 65 millones de dólares a Malaysia Airlines por la pérdida.[349]

- El 25 de mayo de 2000, un hombre llamado Reginald Chua secuestró el A330 del vuelo 812 de Philippine Airlines. Tras la despresurización del avión, Chua saltó del mismo, muriendo finalmente. No obstante, todos los miembros de la tripulación y el resto de los pasajeros lograron aterrizar a salvo.[350]

- El 24 de julio de 2001, dos A330-243 de Sri Lankan Airlines fueron destruidos en tierra por guerrilleros del grupo independentista Tigres de Liberación del Eelam Tamil, Sri Lanka, junto a un AirbusA320-200, un Airbus A340-300 y un escuadrón de aviones militares. En el ataque, ocurrido en el Aeropuerto Internacional Bandaranaike de Colombo, también resultaron parcialmente afectados dos aviones más (otro A320 y un segundo A340). No obstante, estos últimos fueron posteriormente reparados.[351]

- El 24 de agosto de 2001, el vuelo 236 de Air Transat, un A330-243, realizó el mayor planeo registrado con un avión de pasajeros,[352] tras haberse quedado imprevistamente con los depósitos vacíos debido a una fuga de combustible en vuelo, sobre el océano Atlántico. La aeronave voló sin potencia durante 19 minutos, cubriendo unas 65 millas náuticas (120 km), antes de realizar un aterrizaje de emergencia en las islas Azores (Portugal). Nadie resultó herido, pero el avión sufrió algunos daños estructurales y algunos neumáticos reventados. Para más información véase Vuelo 236 de Air Transat.[352]

- El 18 de julio de 2003, un A330-342 de matrícula B-HYA de la aerolínea Dragonair se encontró con turbulencias severas (asociadas a la tormenta tropical Koni o Gilas) sobre el mar de la China Meridional, durante el vuelo 60 desde Kota Kinabalu hacia Hong Kong. Resultaron heridos doce miembros de la tripulación (dos de ellos de gravedad) y tres pasajeros, pero no hubo que lamentar víctimas fatales. La aeronave logró finalmente aterrizar a salvo en el Aeropuerto Internacional de Hong Kong.[353]

- El 7 de octubre de 2008, el vuelo 72 de Qantas, un A330-303 de matrícula VH-QPA, sufrió una rápida pérdida de altitud debido a dos maniobras súbitas involuntarias, causando varios heridos graves. La aeronave había despegado de la base Learmonth de la de la Real Fuerza Aérea Australiana (RAAF) y se encontraba a unas 80 millas náuticas (unos 150 km) cuando comenzaron las maniobras imprevistas. Tras haber declarado emergencia, la aeronave logró finalmente aterrizar en el punto de partida.[354]

- El 1 de junio de 2009 el vuelo 447 de Air France de matrícula F-GZCP en ruta desde Río de Janeiro a París con 228 personas a bordo, se estrelló en el océano Atlántico a unos 640 kilómetros (346 nmi)-800 kilómetros (432 nmi) al noreste de las islas Fernando de Noronha,[355] sin dejar supervivientes. El mal funcionamiento de los tubos pitot fue el primer punto en el que se centraron las investigaciones,[356] dado que el avión implicado tenía modelos "–AA" de Thales conocidos por grabar datos de velocidades aéreas erróneas durante condiciones de congelación.[357] En julio de 2009, Airbus advirtió a los operadores de A330 y A340 para que reemplazasen los pitots de Thales con equipamientos equivalentes fabricados por Goodrich.[357] Los investigadores más tarde revelaron que la inadecuada respuesta de los pilotos tanto a la pérdida de los datos de velocidad aérea como a la subsiguiente desconexión del piloto automático tuvieron el fatal resultado que recayó en el vuelo 447 entrando en pérdida aerodinámica.[358] Para más información véase Vuelo 447 de Air France.

- El 12 de mayo de 2010 un Airbus A330-200 de Afriqiyah Airways matrícula 5A-ONG con 104 personas a bordo, procedente del aeropuerto de Johannesburgo, Sudáfrica, se estrelló en el aeropuerto de Trípoli, Libia, falleciendo ciento tres ocupantes y salvándose solamente un niño de diez años.[359] Para más información véase Vuelo 771 de Afriqiyah Airways.

## Especificaciones
| Dimensiones de las distintas versiones                                     | A330-200                                                                         | A330-300                                                                         | A330-200F                                                                        |
| -------------------------------------------------------------------------- | -------------------------------------------------------------------------------- | -------------------------------------------------------------------------------- | -------------------------------------------------------------------------------- |
| Longitud total                                                             | 58,8 m                                                                           | 63,6 m                                                                           | 58,8 m                                                                           |
| Altura total                                                               | 17,40 m                                                                          | 16,85 m                                                                          | 16,9 m                                                                           |
| Ancho del fuselaje                                                         | 5,64 m                                                                           | 5,64 m                                                                           | 5,64 m                                                                           |
| Ancho de la cabina (de pasajeros)                                          | 5,28 m                                                                           | 5,28 m                                                                           | 5,28 m                                                                           |
| Longitud de la cabina                                                      | 45,0 m                                                                           | 50,35 m                                                                          | 40,8 m                                                                           |
| Envergadura                                                                | 60,3 m                                                                           | 60,3 m                                                                           | 60,3 m                                                                           |
| Área o superficie alar                                                     | 361,6 m²                                                                         | 361,6 m²                                                                         | 361,6 m²                                                                         |
| Flecha del ala (cuerda de 25 %)                                            | 30 grados                                                                        | 30 grados                                                                        | 30 grados                                                                        |
| Distancia entre el tren de aterrizaje principal y el de la nariz/del morro | 22,2 m                                                                           | 25,6 m                                                                           | 22,2 m                                                                           |
| Datos básicos operativos                                                   |                                                                                  |                                                                                  |                                                                                  |
| Motores                                                                    | Dos General Electric CF6-80E1 o Pratt & Whitney PW4000 o RR Trent 772B           | Dos General Electric CF6-80E1 o Pratt & Whitney PW4000 o RR Trent 772B           | PW4000 o Trent 700                                                               |
| Rango de empuje de los motores                                             | 303-320 kN                                                                       | 303-320 kN                                                                       | 303-320 kN                                                                       |
| Capacidad de pasajeros típica                                              | 253 (3 clases) 293 (2 clases)                                                    | 295 (3 clases) 335 (2 clases)                                                    | -                                                                                |
| Autonomía (con la máxima cantidad de pasajeros)                            | 7250 nmi (13 450 km)                                                             | 6350 nmi (11 750 km)                                                             | 4000 nmi (7400 km)                                                               |
| Velocidad crucero                                                          | 0,82 Mach (871 km/h, 470 nudos a una altitud de crucero de 35 000 pies (10,7 km) | 0,82 Mach (871 km/h, 470 nudos a una altitud de crucero de 35 000 pies (10,7 km) | 0,82 Mach (871 km/h, 470 nudos a una altitud de crucero de 35 000 pies (10,7 km) |
| Máxima velocidad                                                           | Mach 0,86 (913 km/h, 493 nudos a 35 000 pies)                                    | Mach 0,86 (913 km/h, 493 nudos a 35 000 pies)                                    | Mach 0,86 (913 km/h, 493 nudos a 35 000 pies)                                    |
| Carrera de despegue                                                        | 2220 m                                                                           | 2500 m                                                                           | -                                                                                |
| Volumen de la bodega (bruto) (estándar/opcional)                           | 19,7 / 13,76 m³                                                                  | 19,7 / 13,76 m³                                                                  | 475 m³                                                                           |
| Pesos de diseño                                                            |                                                                                  |                                                                                  |                                                                                  |
| Máximo peso en despegue con rampa                                          | 230,9 (233,9) t                                                                  | 230,9 (233,9) t                                                                  | 230,9 (233,9) t                                                                  |
| Peso máximo al despegue                                                    | 230 (233) t                                                                      | 230 (233) t                                                                      | 230 (233) t                                                                      |
| Peso máximo al aterrizaje                                                  | 180 (182) t                                                                      | 185 (187) t                                                                      | 182 (187) t                                                                      |
| Peso máximo sin combustible                                                | 168 (170) t                                                                      | 173 (175) t                                                                      | 173 (178) t                                                                      |
| Máxima capacidad de combustible                                            | 139 100 litros                                                                   | 97 170 litros                                                                    | 139 100 litros                                                                   |
| Peso típico operativo vacío                                                | 120 t                                                                            | 122 (124) t                                                                      | 109 t                                                                            |
| Carga útil típica                                                          | 36,4 t                                                                           | 45,9 t                                                                           | 69 t                                                                             |

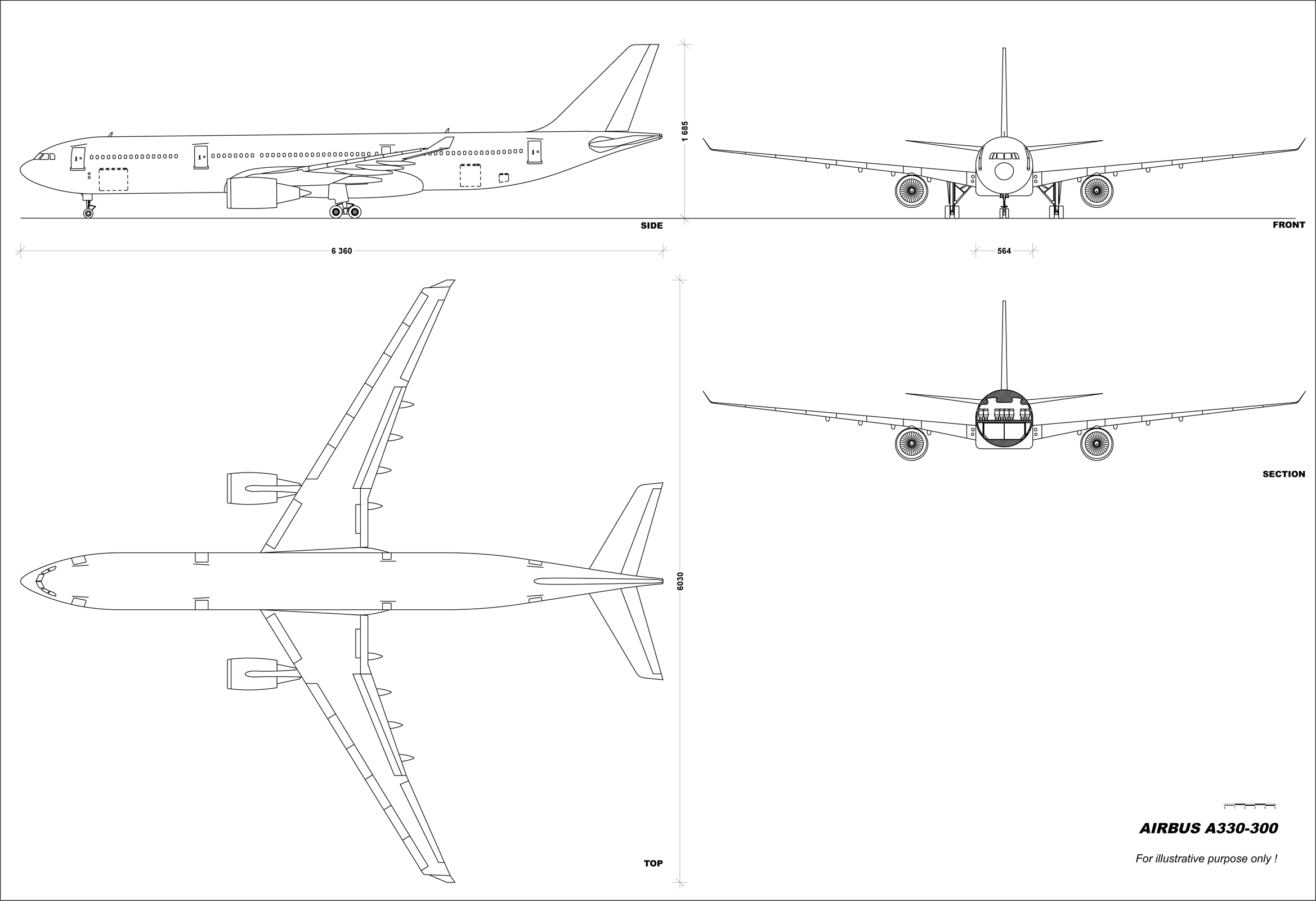
Geometría descriptiva de un A330-300.

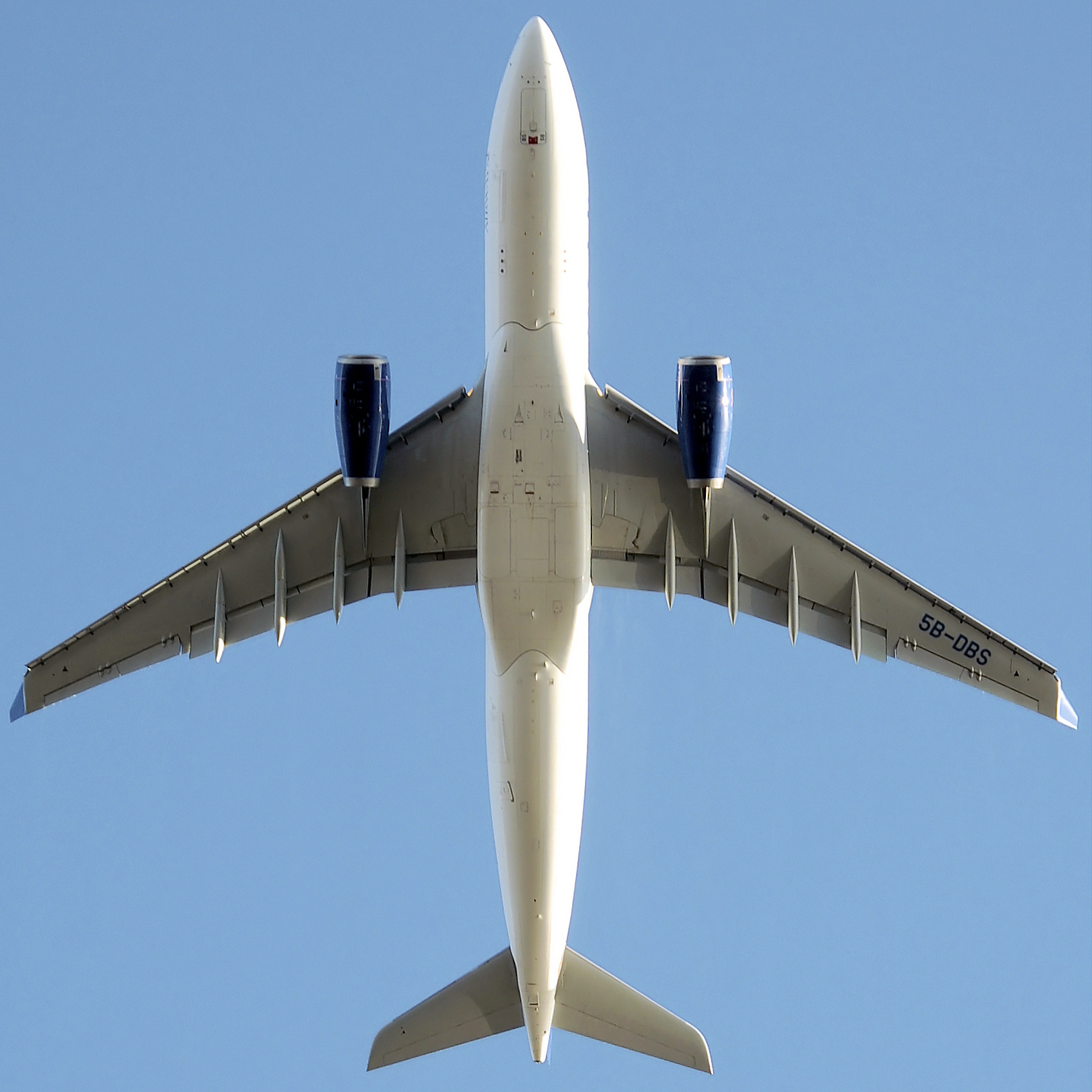
Vista desde abajo de un A330-200 de Cyprus Airways.

Fuente: Especificaciones oficiales de Airbus para la subfamilia A330: A330-200, A330-200F y A330-300

### Modelos de Aeronaves designados del A330
| Modelo    | Dato de certificación    | Motor                                |
| --------- | ------------------------ | ------------------------------------ |
| A330-201  | 31 de octubre de 2002    | General Electric CF6-80E1A2          |
| A330-202  | 31 de marzo de 1998      | General Electric CF6-80E1A4          |
| A330-203  | 20 de noviembre de 2001  | General Electric CF6-80E1A3          |
| A330-223  | 13 de julio de 1998      | Pratt & Whitney PW4168A/4170         |
| A330-223F | 9 de abril de 2010       | Pratt & Whitney PW4170 (Carguero)    |
| A330-243  | 11 de enero de 1999      | Rolls-Royce Trent 772B/C-60          |
| A330-243F | 9 de abril de 2010       | Rolls-Royce Trent 772B-60 (Carguero) |
| A330-301  | 21 de octubre de 1993    | General Electric CF6-80E1A2          |
| A330-302  | 17 de mayo de 2004       | General Electric CF6-80E1A4          |
| A330-303  | 17 de mayo de 2004       | General Electric CF6-80E1A3          |
| A330-321  | 2 de junio de 1994       | Pratt & Whitney PW4164               |
| A330-322  | 2 de junio de 1994       | Pratt & Whitney PW4168               |
| A330-323  | 22 de abril de 1999      | Pratt & Whitney PW4168A/4170         |
| A330-341  | 22 de diciembre de 1994  | Rolls-Royce Trent 768-60             |
| A330-342  | 22 de diciembre de 1994  | Rolls-Royce Trent 772-60             |
| A330-343  | 13 de septiembre de 1999 | Rolls-Royce Trent 772B/C-60          |

### Desarrollos relacionados
- Airbus A300
- Airbus A330 MRTT
- Airbus A340
- Northrop Grumman KC-45

### Aeronaves similares
- Airbus A350
- Boeing 767
- Boeing 777
- Ilyushin Il-96
- McDonnell Douglas MD-11

### Secuencias de designación
- Aviones civiles de Airbus: A220 · A300 · A300-600ST Beluga · A310 · A318 · A319 · A320 · A321 · A330 · A330-700L ·  A340 · A350 · A380